# Metropolis (Film)
Metropolis ist ein deutscher monumentaler Stummfilm des Expressionismus von Fritz Lang aus dem Jahr 1927. Er beruht auf dem Roman Metropolis von Thea von Harbou aus dem Jahr 1925. Schauplatz ist eine futuristische Großstadt mit ausgeprägter Zweiklassengesellschaft. Dieser Science-Fiction-Film war einer der teuersten Filme der damaligen Zeit und gilt als eines der bedeutendsten Werke der Filmgeschichte.
Die am 10. Januar 1927 präsentierte, etwa zweieinhalbstündige Premierenfassung fiel bei Kritikern durch und hatte auch beim Publikum keinen Erfolg, weswegen schon am 25. August 1927 eine auf knapp zwei Stunden verkürzte Version in Deutschland neu anlief.
Etwa ein Viertel des Originals wurde anlässlich der Neufassung vernichtet. Seit 1961 wurden mehrfach Versuche unternommen, die Originalfassung wiederherzustellen. In der Rekonstruktion von 2001 vertraten Standbilder und Kommentartexte das noch immer fehlende Material. In dieser Form wurde der Film als erster in das Weltdokumentenerbe der UNESCO aufgenommen. Dank einer 2008 in Buenos Aires gefundenen Kopie gelang es, die früheren Lücken weitgehend zu füllen. Die restaurierte Fassung der Murnau-Stiftung feierte am 12. Februar 2010 ihre Premiere bei der Berlinale im Friedrichstadt-Palast und in der Alten Oper Frankfurt. Am 12. Mai 2011 startete die restaurierte Fassung bundesweit in den Kinos.

## Handlung der rekonstruierten Originalfassung
Der Film gliedert sich in drei Akte: Auftakt (66 min.), Zwischenspiel (28 min.) und Furioso (52 min.).

### Auftakt

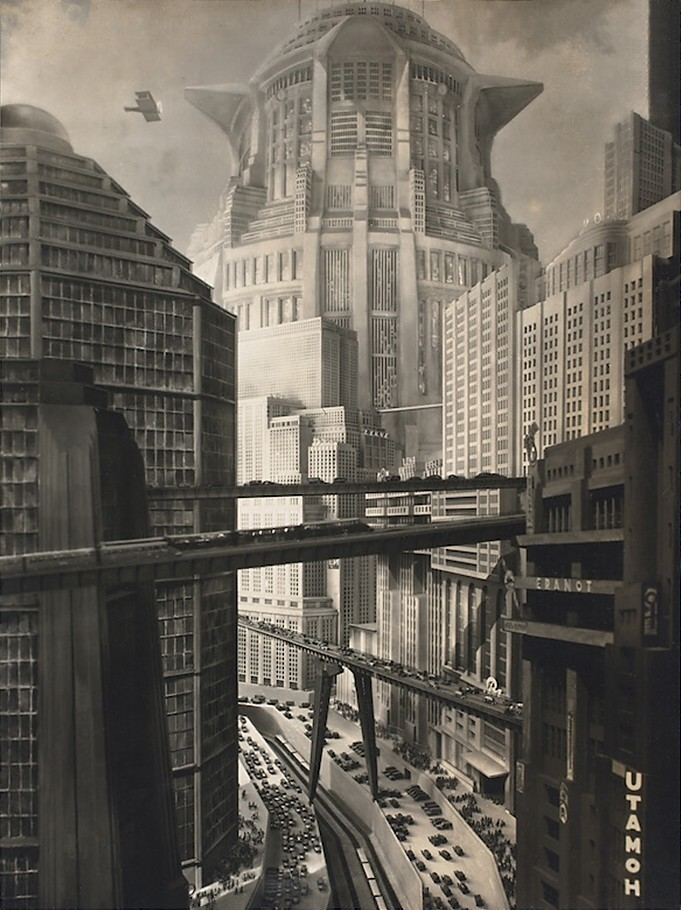
Fotografie von Horst von Harbou auf dem Filmset von Metropolis

In der gigantischen Stadt Metropolis leben zwei voneinander klar getrennte Gesellschaften: Eine Oberschicht lebt in absolutem Luxus. Im „Klub der Söhne“ genießt die Jugend der Elite in ihren Türmen und in „Ewigen Gärten“ paradiesische Verhältnisse und lebt für Sportveranstaltungen und rauschhaftes Vergnügen, während die Arbeiterklasse, die an riesigen Maschinen für den Gewinn der Reichen schuftet, ebenso tief unterhalb der Stadt haust wie die anderen darüber. Dazwischen, aber unter der Erde, befinden sich die für beide Klassen unentbehrlichen Maschinen.
Alleinherrscher von Metropolis ist Joh Fredersen, der vom „neuen Turm Babel“ aus seine Stadt überwacht und regiert. Die Arbeiter, die seine Stadt gebaut haben, sind für ihn Menschen zweiter Klasse und dort angesiedelt, „wo sie hingehören“. Der Tag der Arbeiter ist in 20 Stunden aufgeteilt, ihre Zehnstundenschichten dauern also den halben Tag, während der Tag für die Oberschicht 24 Stunden hat: Zweierlei Uhren verweisen auf zweierlei Maß.

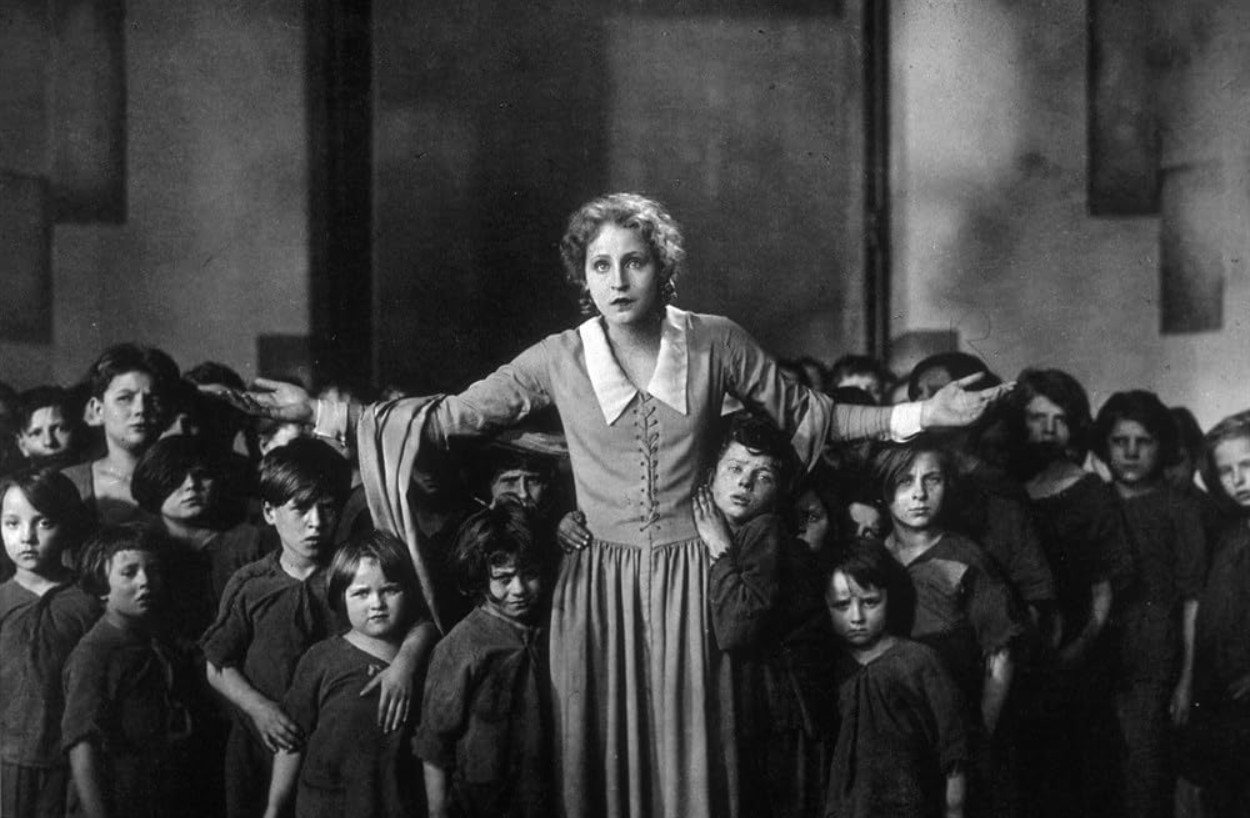
Szene mit Maria und den Kindern

Eines Tages taucht in den „Ewigen Gärten“ eine Kinderschar aus der Unterstadt in Begleitung einer Frau auf, die den Kindern zeigt, wie „ihre Brüder“ leben. Freder, Joh Fredersens Sohn, verliebt sich spontan in die unverdorbene und strahlende junge Maria und geht in die Unterstadt, um sie wiederzusehen. Dabei gelangt er in einen Maschinensaal, wo Menschen im Gleichtakt Hebel roboterartig bedienen, und wird Zeuge eines Unfalls: Weil ein einziger Arbeiter erschöpft zusammenbricht, überhitzt die Anlage und explodiert. Freder erlebt sie jetzt als menschenverschlingenden Moloch. Noch während Tote und Verletzte fortgeschafft werden, rückt die nächste Kolonne an die nur kurzzeitig unbesetzten Arbeitsplätze.
Entsetzt eilt Freder in das Büro seines Vaters. Dessen Sekretär Josaphat versucht, den Unfall als belanglos darzustellen und Freder daran zu hindern, seinen Vater damit zu „belästigen“, was ihm aber nicht gelingt. Fredersen ist jedoch vor allem verärgert, weil er nicht durch Josaphat vom Vorfall erfahren hatte, aber auch darüber, dass Freder überhaupt ohne Wissen des Vaters die Unterstadt besuchen konnte. Nach dem Gespräch zwischen Vater und Sohn bleibt gegenseitiges Unverständnis.
Gleich darauf erscheint Grot, der „Wächter“ der Herz-Maschine, um mitzuteilen, dass in den Taschen der verunglückten Arbeiter wieder mysteriöse Pläne gefunden wurden. Da auch diesmal nicht sein Sekretär diese heikle Information gebracht hatte, wird Fredersen zornig und entlässt Josaphat. Für diesen bedeutet die Entlassung, für den Rest des Lebens zur Unterschicht zu gehören. Josaphats Selbstmord im Treppenhaus kann der ihm nacheilende Freder verhindern: Der junge Mann bietet Hilfe an, notiert Josaphats Adresse und schickt ihn heim, während er selbst sich wieder in die Unterstadt begibt.
In der Zwischenzeit hat Joh Fredersen den Schmalen, seinen Geheimagenten, beauftragt, Freder zu beschatten und über jeden Schritt des Sohnes Bericht zu erstatten.
Wieder bei den Maschinen, wird Freder auf den erschöpften Georgy, den Arbeiter 11811, aufmerksam und tauscht mit ihm Beschäftigung und Kleidung. Freder schickt Georgy in seinem Wagen zu Josaphat, wo er auf ihn warten solle. Freders Fahrer merkt den Austausch nicht. Als während der Fahrt Flugblätter zum Fenster hereinflattern, die den sündigen Nachtklub Yoshiwara bewerben, erliegt Georgy der Versuchung und lässt sich dorthin fahren. Der Schmale verfolgt Freders Wagen.
Joh Fredersen sucht zu dieser Zeit den Erfinder Rotwang auf, der ihm die seltsamen Pläne erklären soll. Während er wartet, öffnet er neugierig den schwarzen Vorhang, der eine Wand des Wartezimmers verdeckt: Dahinter befindet sich die riesige Büste der Hel. Diese, Rotwangs große Liebe, verlor er an Fredersen, und sie starb bei Freders Geburt. Erbost über die Entweihung seines Denkmals stürzt sich Rotwang auf Fredersen, dem er auch die Schuld an Hels Tod gibt. Er unterliegt ein weiteres Mal und offenbart, sogar seine rechte Hand geopfert zu haben, um nach Hels Ebenbild einen Maschinenmenschen zu schaffen, den er auch vorführt: „Noch 24 Stunden Arbeit –, und kein Mensch, Joh Fredersen, wird den Maschinenmenschen von einem Erdgeborenen unterscheiden können – !“

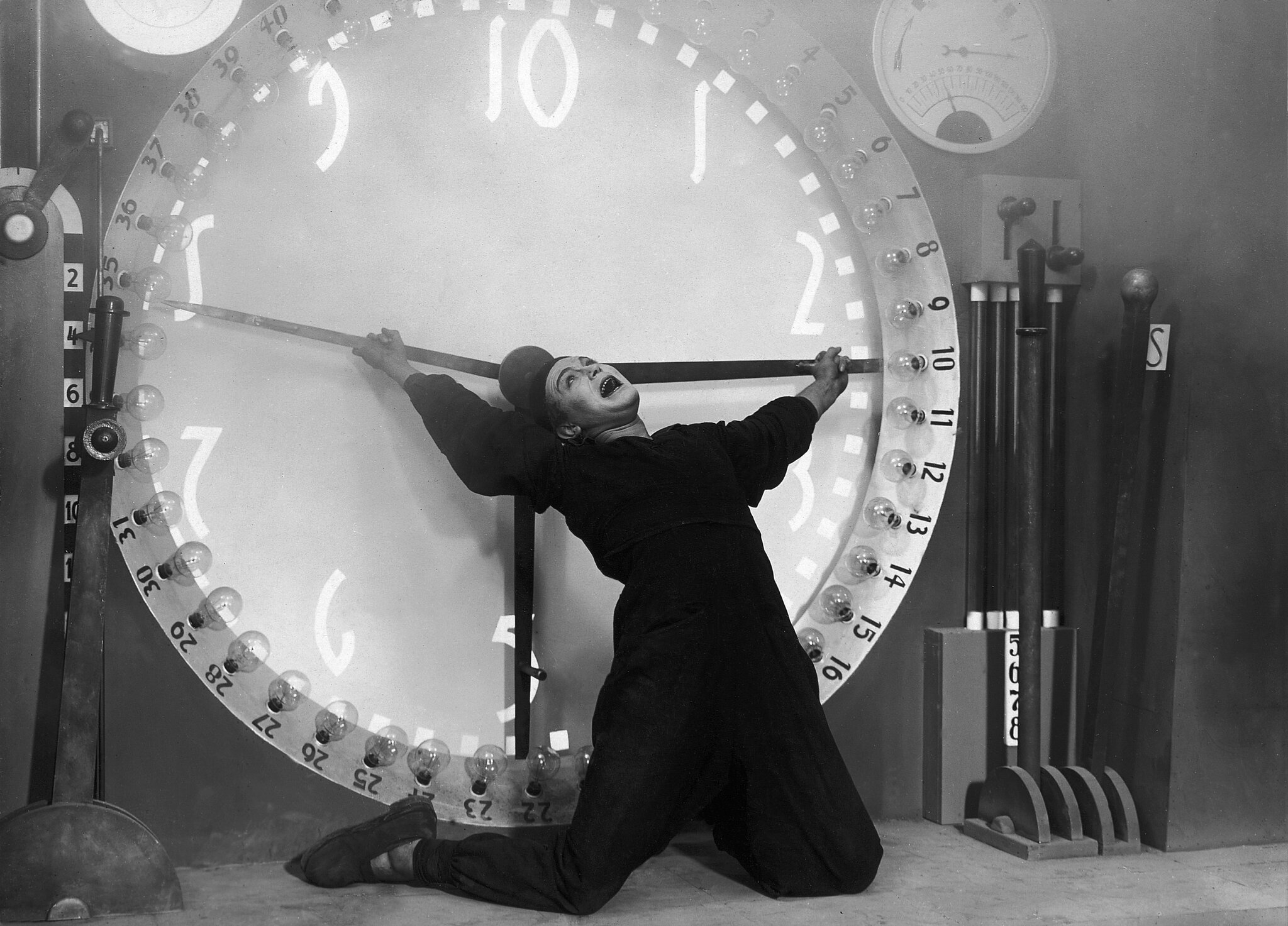
Freder Fredersen im Kampf mit der Maschine

Freder arbeitet währenddessen an der Maschine, während er die unmenschlich langen Schichten verflucht. Beim Griff nach dem Taschentuch findet er in Georgys Kleidung einen der Pläne. Ein anderer Arbeiter informiert ihn, „sie“ habe wieder gerufen. Nach Schichtende steigen die Arbeiter in die Katakomben hinab, wo Maria predigt.
Rotwang erkennt die Skizzen als Pläne der „zweitausendjährigen Katakomben, tief unter den Tiefbahnen von Metropolis“. Er selbst hat über den Keller seines Hauses einen Zugang und führt Fredersen hin. Durch ein Loch in der Mauer beobachten beide das Geschehen.

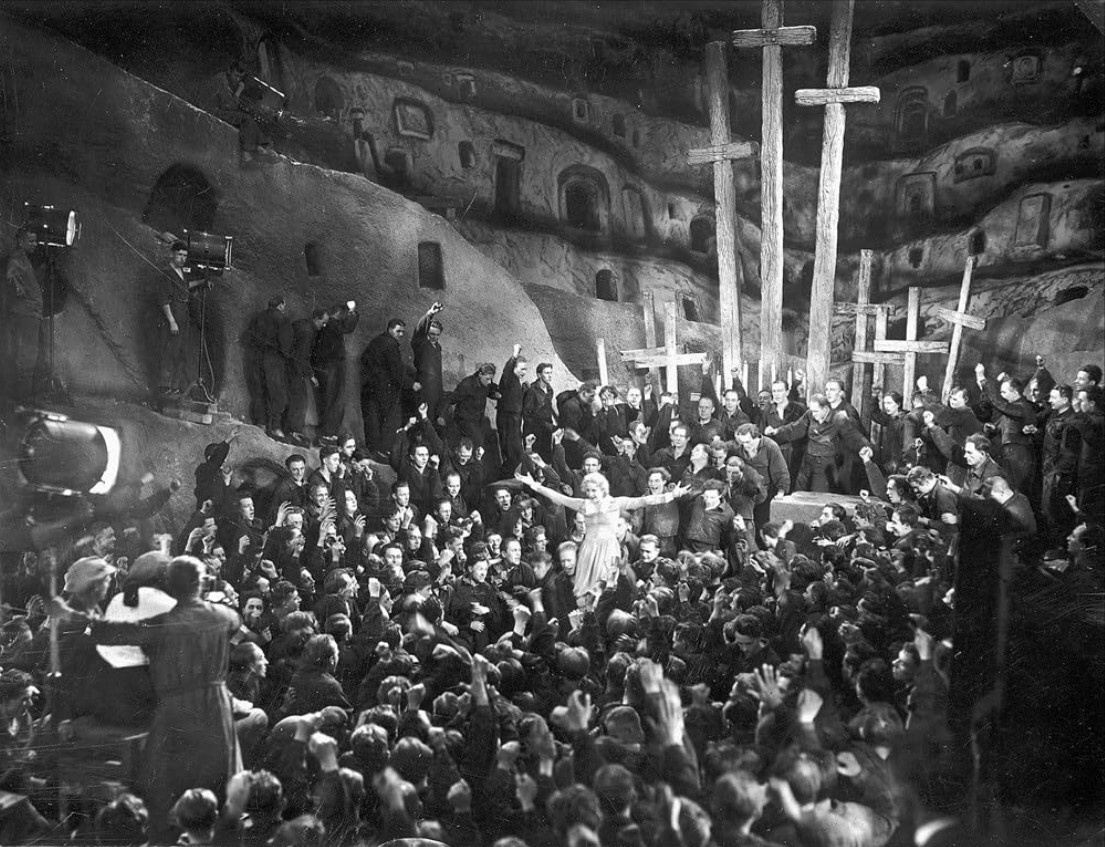
Maria predigt vor den Arbeitern

Maria predigt vom Scheitern des Turmbaus zu Babel: Die Arbeiter hätten die Bedeutung des Projekts nicht verstanden, die Bauherren andererseits die Bedürfnisse der Arbeiter nicht erkannt, weil zwischen ihnen ein „Mittler“ gefehlt habe. Die baldige Ankunft eines solchen Mittlers, der Hirn (die Führungsschicht) und Hände (die Arbeiterschaft) verbinde, stellt sie in Aussicht. Nach der Predigt offenbart Freder sich Maria, und sie erkennt ihn als den lang erwarteten Mittler. Sie vereinbaren für den nächsten Tag ein Treffen im Dom und gehen dann getrennte Wege.

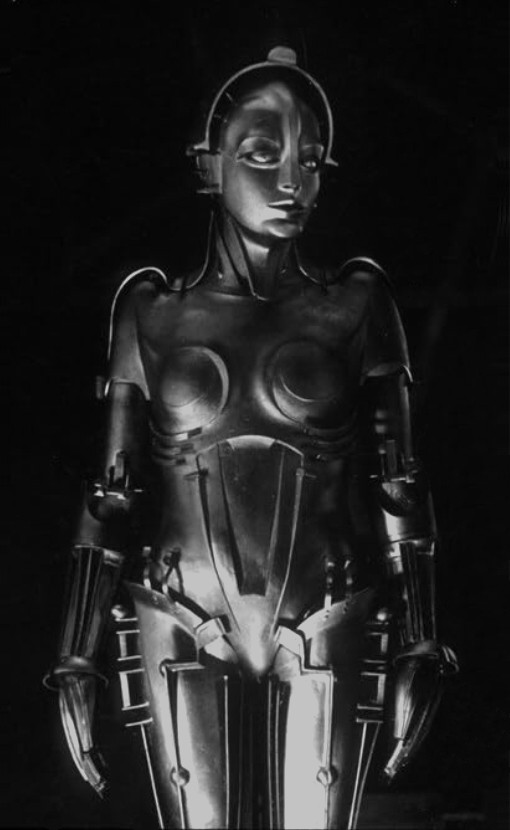
Der Maschinenmensch

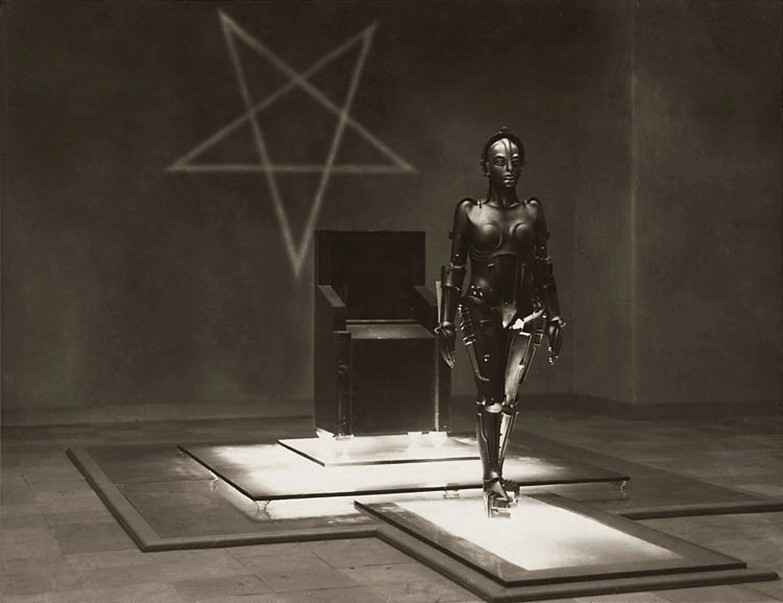
Fotografie von Horst von Harbou während der Filmaufnahmen von Metropolis

Fredersen, der seine Macht durch Marias Wirken bedroht sieht, nötigt Rotwang, dem Maschinenmenschen Marias Gestalt zu geben. Er will durch den Einfluss des Doppelgängers den Arbeitern die Hoffnung auf den Mittler nehmen, um sie hinterher noch härter auszubeuten. Rotwang hingegen beschließt, mit Hilfe seines Maschinenmenschen Rache an Fredersen zu nehmen: Die Maschine soll die Arbeiter wie auch die Elite zur Zerstörung von Metropolis aufhetzen und dadurch Fredersens Lebensinhalt und dessen Sohn vernichten. Noch in den Katakomben überfällt Rotwang Maria, löscht ihr einziges Licht (eine Kerze) und hetzt sie bis in sein Haus. In einer Dachkammer hält er sie dann gefangen.

### Zwischenspiel
Als Freder wie verabredet im Dom eintrifft, findet er zwar nicht Maria, aber einen Mönch, der auf der Kanzel die nahe Apokalypse predigt. Zur selben Zeit sagt Rotwang seiner Menschmaschine voraus, sie werde „Fredersen, seine Stadt und seinen Sohn vernichten“. Immer noch im inzwischen leeren Dom auf der Suche nach Maria, gelangt Freder zur Skulpturengruppe „Der Tod und die sieben Todsünden“ und betet, der Tod möge ihn und seine Liebste verschonen. Ebenfalls zu dieser Zeit verlässt Georgy das Yoshiwara und wird beim Einsteigen in Freders Wagen vom Schmalen erwartet und festgenommen. Der Agent entreißt dem Arbeiter den Zettel mit Josaphats Adresse und schickt ihn dann an die Maschine zurück: „Nr. 11811, Sie gehen sofort an die Maschine zurück und vergessen, dass Sie sie jemals verlassen haben – verstanden?“
In der Erwartung, Georgy könne ihn zu Maria führen, kehrt Freder zu Josaphat zurück und erfährt, dass Georgy nicht eingetroffen ist. Enttäuscht macht er sich allein auf den Weg. Kaum hat er den nach unten führenden Paternoster betreten, erscheint der Schmale auf der anderen Seite des Aufzugs. Er will Josaphat bestechen, die Wohnung zu verlassen, da Fredersen keinen Kontakt zwischen ihm und seinem Sohn wünsche. Als Josaphat sich weigert, kommt es zum Handgemenge. Der Schmale kündigt an, ihn „in drei Stunden abzuholen“.

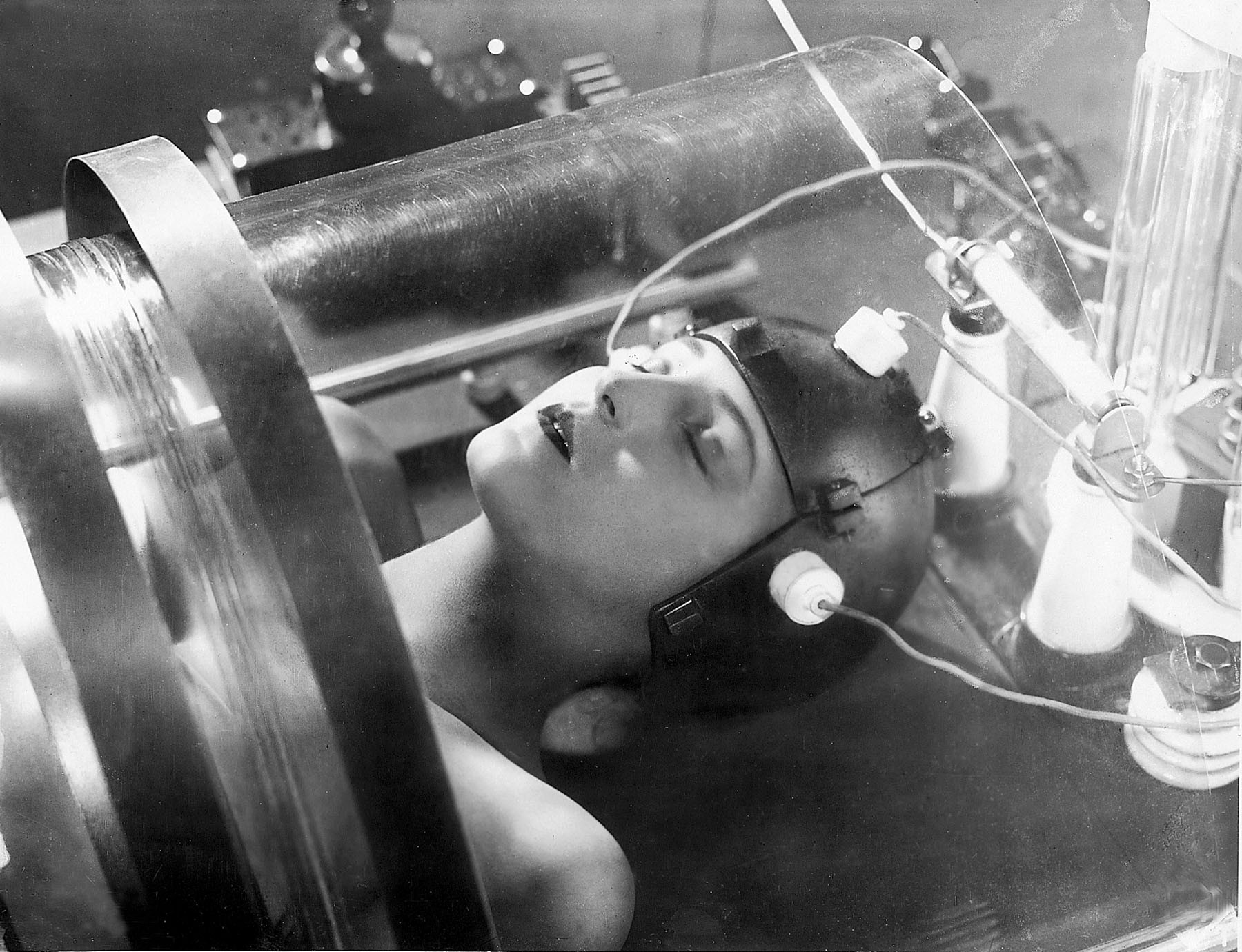
Maria in der gläsernen Röhre

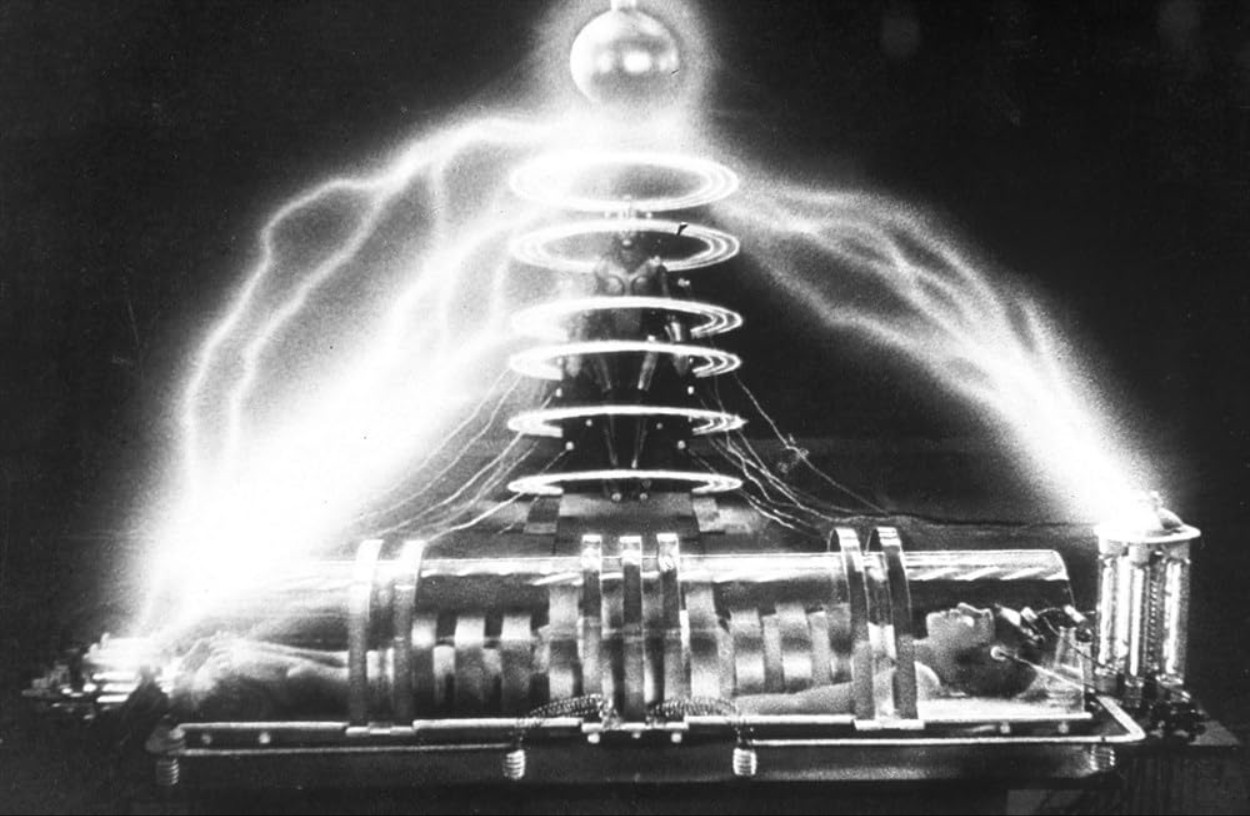
Der Maschinenmensch nimmt Marias Gestalt an

Der Erfinder betritt Marias Gefängnis, um sie für sein großes Experiment zu holen. Freder hört von der Straße aus Marias Hilfeschreie, versucht, in Rotwangs Haus einzudringen, scheitert aber an den mysteriösen Türmechanismen: Der Erfinder lässt einzelne Türen sich so öffnen und schließen, dass Freder zuletzt hilflos gefangen ist. Ein von Maria verlorenes Tuch findet er an einer Türe, die ihm verschlossen bleibt. Rotwang hat inzwischen Maria überwältigt und in die gläserne Röhre gesteckt, von der aus ihre Gestalt auf die Menschmaschine übertragen wird. Dabei verliert Maria das Bewusstsein. Sodann lässt Rotwang Freder frei und macht ihn glauben, Maria sei bei seinem Vater – dort befindet sich jedoch die Menschmaschine; die echte Maria liegt immer noch bewusstlos im Labor. Die Maschinen-Maria hat Fredersen eine Einladung Rotwangs überbracht: „Sie ist das vollkommenste und gehorsamste Werkzeug, das je ein Mensch besaß. Heute abend sollst Du sehen, wie sie vor den Augen der oberen Hundert besteht. Du sollst sie tanzen sehen […]“
Während Fredersen der Maschinen-Maria den Befehl erteilt, das Werk der Predigerin zu vernichten, stürmt Freder herein, glaubt seine Geliebte im Arm seines Vaters zu erkennen und bricht unter Wahnvorstellungen zusammen.

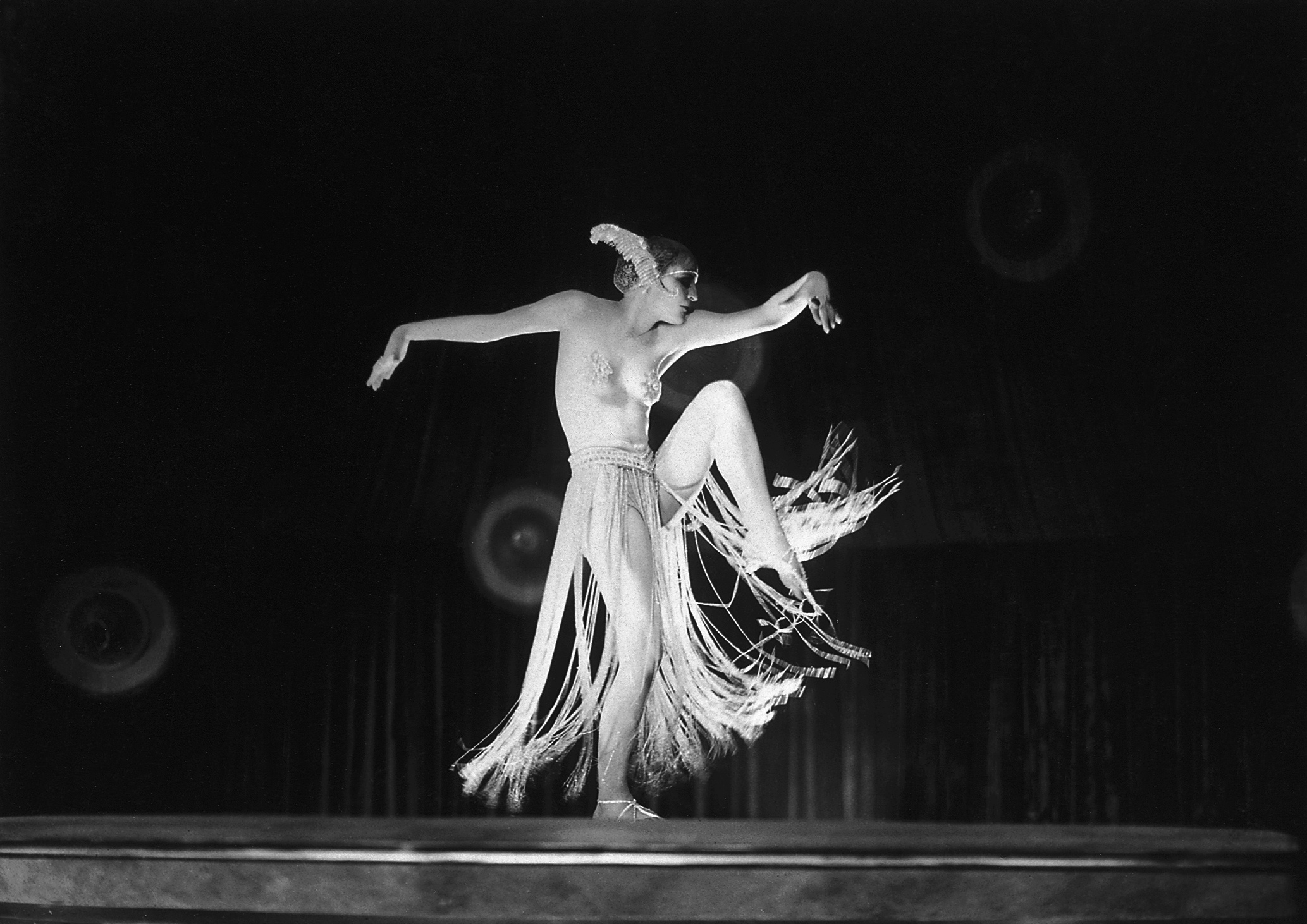
Die tanzende Maschinen-Maria

Auf Rotwangs Empfang wird der Vater dann Zeuge, wie der ekstatische Tanz der Maschine die Männer bis zum Wahnsinn betört: „Alle sieben Todsünden“ wäre dies Weib jedem von ihnen wert. Währenddessen halluziniert der Sohn Teile des Tanzes, sieht im Schmalen den Mönch aus dem Dom. Die Illustration der großen Hure Babylon in der gezeigten Bibel entpuppt sich als Abbild der betörenden Maschinen-Maria, die jetzt aus einem Gefäß emporgehoben wird, dessen sieben Füße letztlich zur Darstellung der Todsünden mutieren. Auch die Figurengruppe „Tod und Todsünden“, die Freder zuvor im Dom betrachtet hatte, wird lebendig und vermittelt ihm: „Der Tod ist über der Stadt – – – !“.

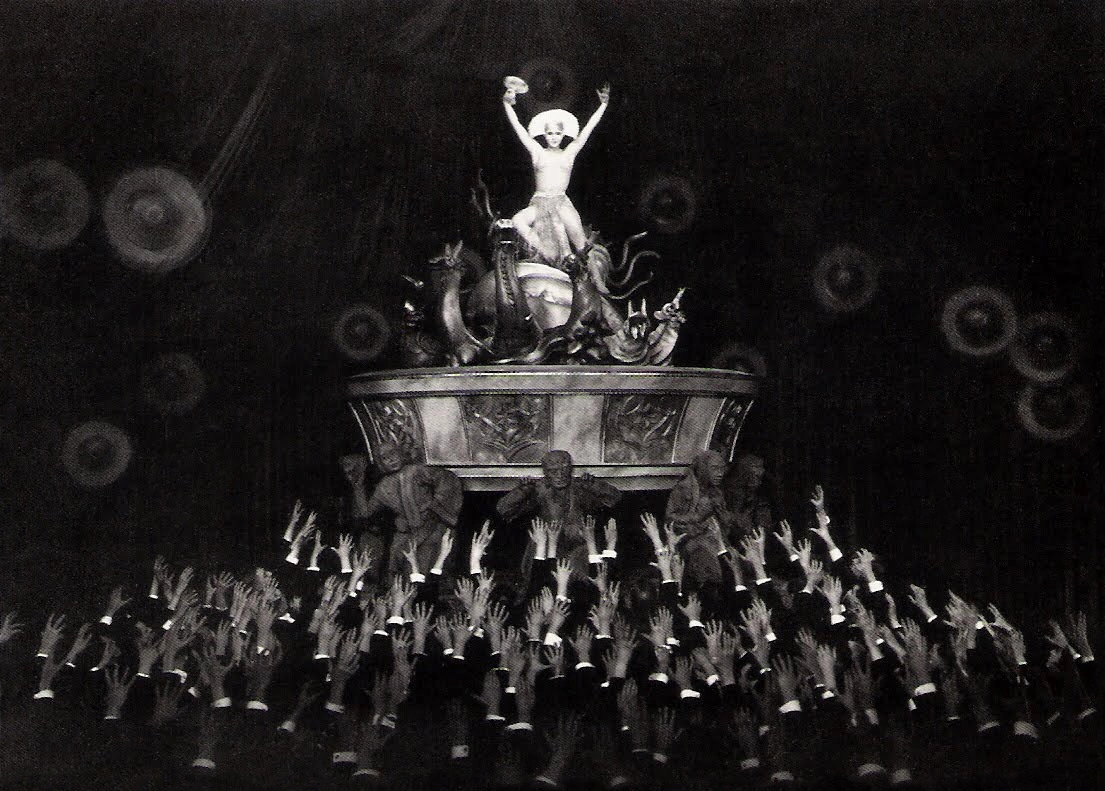
Die Maschinen-Maria als Hure Babylon

### Furioso
Der wieder genesene Freder sitzt einige Tage später in einem Sessel und hat die Offenbarung des Johannes aufgeschlagen, als Josaphat sein Zimmer betritt. In Arbeiterkleidung konnte er dem Schmalen entkommen. Er berichtet, dass eine Frau namens Maria seit dem Tag, an dem Freder krank wurde, jeden Abend im Yoshiwara tanze. Sie verdrehe dabei den Männern den Kopf so sehr, dass es zu Duellen unter früheren Freunden gekommen sei, zu Mord und Selbstmord. Die Ewigen Gärten seien inzwischen verwaist. Josaphat bestätigt auf Freders entsetzte Nachfrage, dass es sich offenbar um dieselbe Maria handle, welche die Arbeiter als Heilige ansehen. Freder beschließt, in seiner Rolle als Mittler in die Katakomben zu gehen, Josaphat begleitet ihn.
Der Schmale erstattet Joh Fredersen Bericht, dass das Einzige, was die Arbeiter noch von der Revolte abhalte, die Hoffnung auf den Mittler sei. Fredersen hatte die Maschinen-Maria beauftragt, Aufruhr zu stiften, um einen Vorwand zu haben, mit aller Härte gegen die Arbeiter vorzugehen. Er gibt dem Schmalen die Anweisung, diese gewähren zu lassen, „was auch immer geschehe“.
Währenddessen erzählt Rotwang der noch immer gefangenen Maria, dass Fredersen durch den Maschinenmenschen den Glauben an den Mittler zerstören will, prahlt aber damit, dass der Maschinenmensch nicht Fredersens, sondern seinem Willen gehorche, und dass er plane, Joh Fredersen und seine Stadt zu vernichten. Auch habe er Fredersen die Liebe seines Sohnes zu Maria verschwiegen. Joh Fredersen, der das Gespräch heimlich belauscht hat, attackiert daraufhin Rotwang. Maria gelingt es in diesem Tumult, aus Rotwangs Haus zu fliehen und zur Arbeiterstadt zu eilen, wo sie das Schlimmste verhindern will.
Inzwischen aber hat die Maschinen-Maria die Arbeiter in ihren Bann gezogen: Der Mittler sei nicht gekommen, die Arbeiter hätten jetzt ihr Schicksal selbst in die Hand zu nehmen und sich zu befreien, indem sie die Maschinen vernichteten. Die Masse gerät in Wut. Als Freder und Josaphat in den Katakomben eintreffen, ist Freder entsetzt und ruft laut, dass diese Person niemals Maria sein könne. Der Mob erkennt Joh Fredersens Sohn und schickt sich an, ihn zu lynchen. Georgy jedoch kämpft sich durch die Menge und stellt sich vor seinen Gönner, wird aber mit einem Messer erstochen, das Freder zugedacht war. Während die Maschinen-Maria von den Arbeitern auf Händen hinausgetragen wird, kümmern Freder und Josaphat sich um den sterbenden Georgy, den Freder zuletzt als treu erkennt.
Die Arbeiter haben sich auf dem Hauptplatz der Arbeiterstadt versammelt und rufen ihre Frauen zum gemeinsamen Sturm auf die Maschinenhalle. Mit den Fahrstühlen fahren sie unter Maschinen-Marias Führung hoch in die Fabriken, vergessen aber im Tumult ihre Kinder. Nachdem die M-Maschine besetzt ist, wollen sie auf Maschinen-Marias Geheiß auch die lebenswichtige Herz-Maschine zerstören, was Grot zunächst verhindert, indem er die Schotten schließt. Joh Fredersen indes befiehlt Grot über das Bildtelefon, die Tore zu öffnen. Grot gehorcht unwillig, steht hilflos dem Mob gegenüber und wird überwältigt. Seine verzweifelte Warnung, der Ruin der Herz-Maschine lasse die Arbeiterstadt „ersaufen“, geht vollkommen unter. Vor der Katastrophe setzt sich die Maschinen-Maria über eine Treppe in die Oberstadt ab.
Die echte Maria kann gerade noch in die Arbeiterstadt gelangen, bevor die Fahrstühle abstürzen und die Wohnquartiere überflutet werden. Sie sieht entsetzt, dass sich alle Kinder noch in der Stadt befinden, und stellt mit letzter Kraft den Alarmgong an. Freder und Josaphat klettern zu dieser Zeit über einen der Schächte aus den Katakomben zur Arbeiterstadt.
Während die Arbeiter einen Freudentanz aufführen, sitzt Fredersen in seinem Büro und sieht mit an, wie in Metropolis mit dem Zusammenbruch der Herz-Maschine die Lichter ausgehen. Der Schmale kommt aufgeregt in das Büro und teilt mit, dass Freder sich unter den Arbeitern befinde. Fredersen bangt jetzt um seinen Sohn, bekommt aber die Antwort, am nächsten Tag würden wohl Tausende nach ihren Söhnen fragen.
Inzwischen befinden sich Freder und Josaphat in der Arbeiterstadt, in die bereits von allen Seiten Wasser eindringt. Auf dem Hauptplatz erkennt Freder die echte Maria. Gemeinsam können die drei alle Kinder über Treppen der Luftschächte gerade noch vor dem Ertrinken retten, bevor die Spundwände nachgeben und die Wassermassen über die Arbeiterstadt hereinbrechen. Sie beschließen, die Kinder im „Klub der Söhne“ in Sicherheit zu bringen.
Grot gelingt es endlich, sich bei der tanzenden und tobenden Menge Gehör zu verschaffen. Seine Frage nach den Kindern lässt den Mob die selbstverschuldete Katastrophe erkennen: Man wähnt die Kinder ertrunken, und die Wut der Menge wendet sich gegen die „Hexe“ und man will sie auf Grots Geheiß verbrennen. Diese ist inzwischen im Yoshiwara Mittelpunkt eines orgiastischen Festes der Oberschicht. In einem Laternenzug wird sie dann durch das dunkle Metropolis getragen. Grot zieht an der Spitze des Arbeiterheeres in die Oberstadt. Doch auch Rotwang ist mittlerweile wieder bei Bewusstsein und beginnt den Maschinenmenschen zu suchen, um ihm endlich das Angesicht seiner geliebten Hel zu geben.
Freder, Josaphat und Maria haben die Kinder bereits zum Klub der Söhne gebracht, als der Mob Maria am Eingang findet. Ohne auf ihre Beteuerungen zu achten, hetzt man die Unschuldige, die sich im Dom in Sicherheit zu bringen versucht. Der Laternenzug mit der Maschinen-Maria kreuzt jedoch den Weg der Verfolgergruppe, und im Getümmel wird die Maschinen-Maria ergriffen, zu einem vor dem Dom hastig aus Rumpler-Tropfenwagen errichteten Scheiterhaufen gezerrt und in Brand gesteckt. Josaphat hatte die Verfolgungsjagd bemerkt und sich zusammen mit Freder aufgemacht, Maria zu retten. Sie treffen beim Scheiterhaufen ein, wollen die scheinbar Irrsinnige befreien, werden aber nicht durchgelassen.
Gleichzeitig entdeckt Rotwang die echte Maria beim Eingang des Doms, verwechselt sie aber mit dem Maschinenmenschen. Er jagt sie in die Kathedrale, dann den Turm hinauf, wo es Maria gelingt, die Glocke zu läuten und damit Aufmerksamkeit zu erregen. Von der verbrannten falschen Maria bleibt der Metallkern der Maschine zurück, und der Schwindel wird klar. Freder sieht vom Domplatz aus Marias Kampf mit Rotwang auf der Balustrade des Doms und eilt ihr zu Hilfe. Seinem folgenden Kampf mit Rotwang kann der inzwischen zusammen mit dem Schmalen eingetroffene Vater nur angstvoll zusehen. Die Arbeiter wollen sich zunächst an Fredersen vergreifen, doch als Josaphat mitteilt, alle ihre Kinder seien gerettet, beginnt die Menge Mitleid mit dem bangenden Vater zu empfinden. Alle werden Zeuge, wie Rotwang Freder überwältigt und Maria auf den Dachfirst schleppt. Freder erholt sich dann, setzt ihm nach und beide rutschen im Kampf abwärts. Rotwang stürzt letztlich in den Tod, Freder kann sich jedoch halten und anschließend Maria retten, während Fredersen zu den beiden eilt.
Joh Fredersen und Grot reichen einander zuletzt die Hände, aber erst nach Marias verzweifelter Bitte an ihren Liebsten, den Mittler. Der einleitende und abschließende Sinnspruch des Films lautet „Mittler zwischen Hirn und Händen muss das Herz sein“.

## Thema und Interpretationen

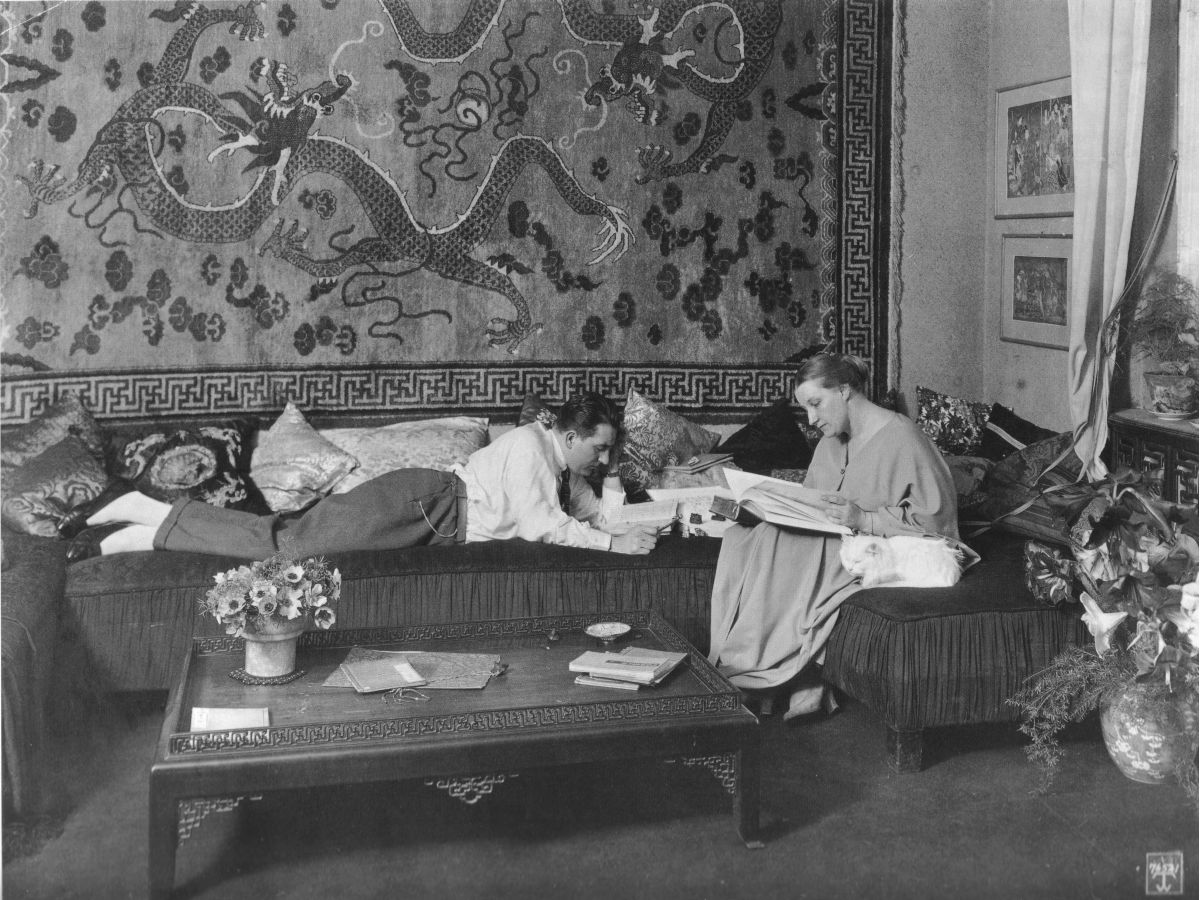
Fritz Lang und Thea von Harbou in ihrer Berliner Wohnung, 1923 oder 1924. Fotografie von Waldemar Titzenthaler.

Die Darstellung der Gesellschaftsordnung von Metropolis lehnt sich einerseits an das marxistische Bild des Kapitalismus an: Es gibt zwei Klassen, deren eine die andere ausbeutet, und es ist faktisch unmöglich, von der unteren in die obere Klasse aufzusteigen. Dass der Sinn der Maschinen den Arbeitern unverständlich bleibt, verweist auf die Entfremdung von Arbeit und Mensch. Andererseits aber übt die Handlung ausdrücklich Kritik an der Revolution, welche die Lebensgrundlage der unteren Klasse vernichtet („Die Revolution frisst ihre Kinder“). Huppertz' Musik zitiert daher mehrfach die Marseillaise. Parallelen zur Gesellschaftsordnung der beiden Klassen in Die Zeitmaschine von H. G. Wells sind ebenfalls eindeutig.
Die Parabel vom Turmbau zu Babel wird abgeändert: Im Film sprechen Planer und Arbeiter dieselbe Sprache, verstehen einander aber dennoch nicht, weshalb es zur Revolte der Arbeiter kommt und das Projekt scheitert. Die „echte Maria“, die vor einem von Kreuzen flankierten Altar den Arbeitern predigt, ist dem christlichen Fundus katholischer Prägung entnommen (Marienverehrung; die „zweitausendjährigen Katakomben“). Verkündet wird die Ankunft des Mittlers (Erlösers), der für Liebe, Versöhnung und Vergebung steht.
Die falsche Maria bringt später als Hure Babylon die Bourgeoisie in Versuchung und das Proletariat zum Aufstand – und führt die Apokalypse herbei, die Freder liest, während die Maschine sie verwirklicht.
„Joh Fredersen will, dass die in der Tiefe sich durch Gewalttat ins Unrecht setzen, damit er das Recht zur Gewalt gegen sie bekommt …“
Der Mittler hingegen versöhnt die Klassen und nutzt allen – Ende des Klassenkampfs. Diese ideale Zusammenarbeit der Klassen entsprach dem Programm verschiedener politischer Parteien, vom Zentrum bis hin zur NSDAP. Die Rolle des Freder kann auch als eine Parallele zu der Geschichte des Moses gesehen werden, der als Sohn des Herrschers aufwächst, sich aber seinen versklavten „Brüdern“ zuwendet und gegen das eigene Haus revoltiert.
Fritz Lang bekannte später einerseits, dass er Thea von Harbous Aussage und politischen Anspruch, das Herz vermittle zwischen Hand und Hirn, für unpassend gehalten habe und den Film, für den er zu mindestens 50 Prozent verantwortlich zeichne, nach der Fertigstellung nicht mehr gemocht habe: Das soziale Problem sei mit den Mitteln des Films nicht zu lösen. Er revidierte dies in einem weit späteren Interview, Berlin 1971: Seine Erfahrungen mit der damaligen US-amerikanischen Jugend wiesen darauf hin, dass ihnen in der aktuellen Gesellschaft das Herz am meisten fehle. „… und dann wundere ich mich zum Schluss: Ja, also, vielleicht hat die Harbou doch hundertprozentig recht gehabt.“
Der Misserfolg des Werks beim zeitgenössischen Publikum ist unter anderem dadurch erklärbar, dass das entworfene soziale Bild keinem damals akzeptierten Klischee entsprach: Statt eine humanere und zivilisiertere Gesellschaft herbeizuführen, kehren mit technischen Neuerungen der Zukunft die Sklavenheere vergangener Zeiten zurück; die gigantischen Maschinen bringen der niederen Klasse ein unwürdigeres Leben als zuvor; die Menschenmasse ist leicht manipulierbar, und sogar die Hexenverbrennung wird wieder praktiziert. „Mit zunehmender Industrialisierung hört die Maschine auf, bloßes Werkzeug zu sein, beginnt ein Eigenleben und zwingt dem Menschen ihren Rhythmus auf. Er bewegt sich, sie bedienend, mechanisch, wird zum Teil der Maschine.“

## Ästhetik und Technik

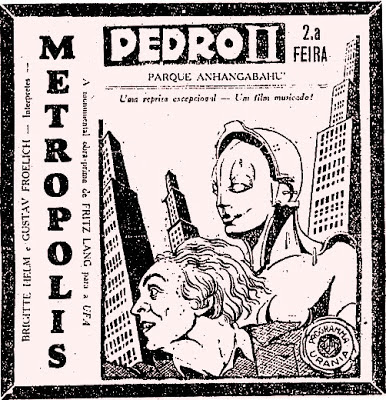
Metropolis ausgestellt im Cine Pedro II, im Parque do Anhangabaú, São Paulo, Brasilien, 18. Juli 1930.

Den Stoff verfilmte Lang vom 22. Mai 1925 bis zum 30. Oktober 1926 mit immensem Aufwand, in der ihm eigenen Ästhetik und Perfektion, und unter Ausschöpfung vorhandener und Erfindung neuer tricktechnischer Möglichkeiten. Bislang unbekannte Errungenschaften wie Roboter, Einschienenbahnen und Bildtelefon werden gezeigt. Walter Schulze-Mittendorf schuf den Maschinenmenschen und andere Skulpturen.
Mehrfachbelichtungen oder übereinander kopierte Negative gehörten seit Langs weltweit bestens aufgenommenen Nibelungen zu seinem Repertoire. Zur zeitaufwändigen Stop-Motion-Technik vermerkt beispielsweise Kameramann Günther Rittau, dass für die Einblendung der Hauptverkehrsader der Stadt unter anderem rund 300 Modellautos nach jeder Einzelbildaufnahme um Millimeter bewegt werden mussten: „Acht Tage Arbeit für zehn Sekunden Film“.
Lang hielt keine Einstellung für „abgedreht“, bevor nicht mindestens die drei für den weltweiten Vertrieb nötigen „gesicherten“ Kamera-Negative „im Kasten waren“.

### Architektur

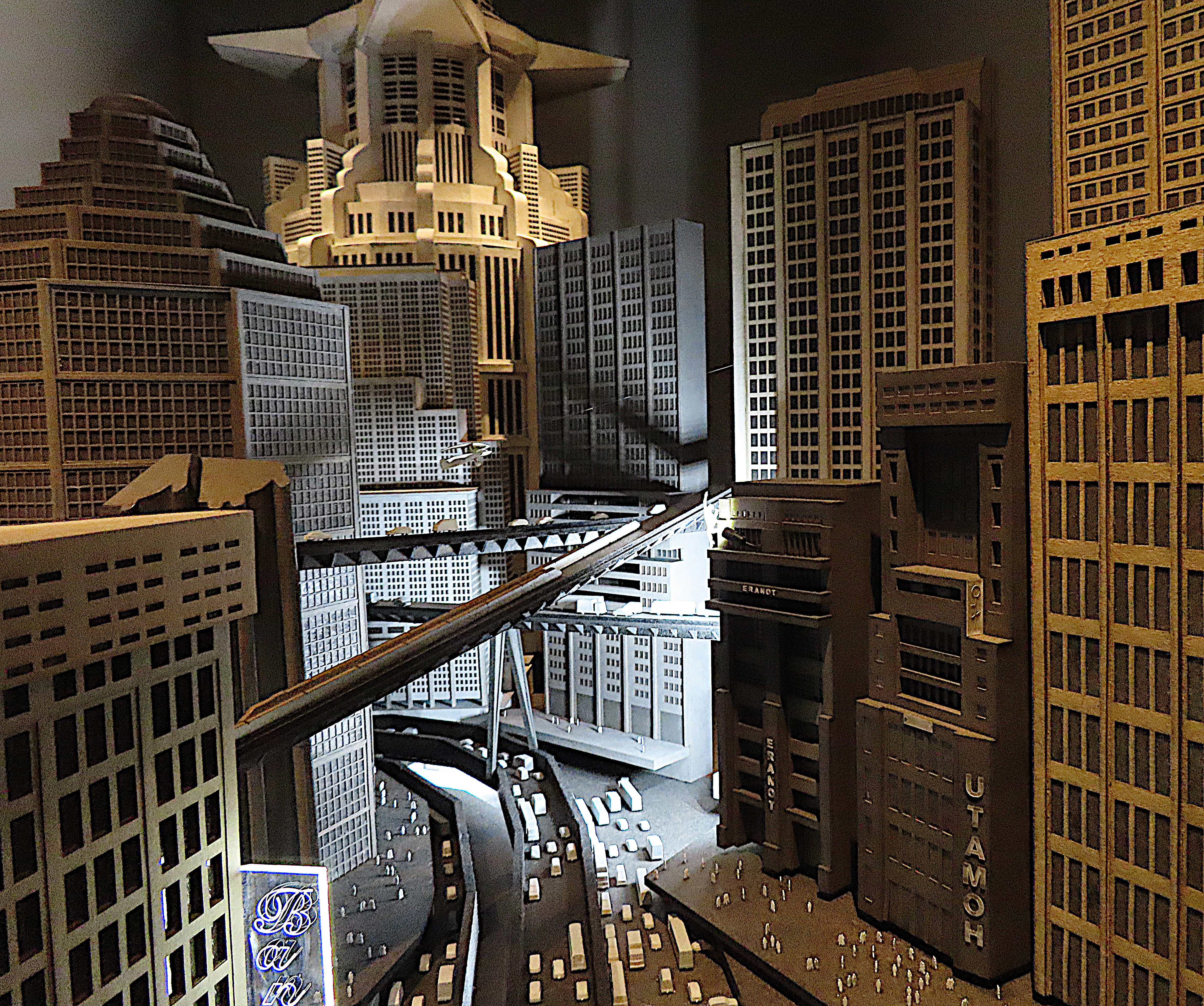
Nachbau des Filmsets Oberstadt Metropolis in der Deutschen Kinemathek – Museum für Film und Fernsehen Berlin

Die Architektur von Metropolis besteht einerseits aus Wolkenkratzern, die an das damalige New York erinnern. Entwurf und Gestaltung der Modelle für die utopische Stadt oblag den Filmarchitekten Otto Hunte, Erich Kettelhut und Karl Vollbrecht. Mindestens 500 Modelle von Wolkenkratzern mit bis zu 70 Stockwerken wurden gebaut. Der Architekt des Einsteinhauses (1929) von Caputh, Konrad Wachsmann, war nach eigenen Aussagen am Modellbau für Metropolis beteiligt.
Auffallend ist die Verkehrs- und Maschinentechnik, die eher den zeitgenössischen Stand abbildet und futuristische „Science-Fiction“-Versatzstücke (ausgenommen den Roboter und das Bildtelefon) weitgehend meidet: Von Harbou und Lang rückten das Menschliche gegenüber denkbarer technischer Entwicklung in den Vordergrund. Neben dem Roboter Maria entwarf Schulze-Mittendorf auch die großen Maschinen.
Die Gebäude der Oberschicht sind prunkvoll ausgestattet, während die unterirdische Arbeiterstadt schlicht gehalten wird und annähernd dem damals zukunftsweisenden Bauhaus-Stil entspricht. Daneben gibt es die gotische Kathedrale, die auf dem Betrachter Bekanntes „Uraltes“ verweist, und Rotwangs Haus, das sich an das von Otto Bartning um 1923–1925 entworfene Direktorenwohnhaus in Zeipau anlehnt.

## Produktion

### Vorproduktion und Besetzung
Fritz Lang setzte die Legende in die Welt, die Eindrücke seiner Amerikareise im Oktober 1924 hätten ihn zum Film Metropolis inspiriert. Erwiesen ist jedoch anhand eines Erich Pommer persönlich im Juni 1924 gewidmeten Exemplars des Drehbuchs, dass Langs damalige Ehefrau Thea von Harbou das Buch (nach ihrem bereits publizierten Roman), schon vor Antritt der Amerikareise weitgehend fertig gestellt und dabei sehr detaillierte Angaben zu den Kulissen gemacht hatte. Pate gestanden hatten wohl auch Paul Citroens Fotomontage Metropolis, 1923, und zeitgenössische Architekturentwürfe, beispielsweise im Rahmen des Architektenwettbewerbs „Hochhaus am Bahnhof Friedrichstraße, Berlin“, 1922. (u. a. Hugo Häring, Hans Poelzig); auch Erich Mendelsohns Neugestaltung des Verlagshauses Rudolf Mosse, Berlin 1923, war lang vor Beendigung des Drehbuchs eine bekannte architektonische Sensation.
Obwohl der Film eine Großproduktion war, besetzte Fritz Lang zwei relativ unbekannte Schauspieler in den Hauptrollen, für Brigitte Helm, die von Lang entdeckt worden war, bedeutete der Film gar das Filmdebüt. Gustav Fröhlich hatte zwar schon einige Filmrollen gespielt, war aber dem breiten Publikum ebenfalls noch kein Begriff. Zunächst sollte Fröhlich auch nur einen der Arbeiter spielen, wurde dann aber durch die Hilfe von Thea von Harbou in der Hauptrolle besetzt. In den weiteren Nebenrollen spielten stattdessen aber bekannte Schauspieler, mit denen Lang zum großen Teil schon zusammengearbeitet hatte.

### Drehorte
1926 wurde im heutigen Babelsberg eigens für die Produktion von Metropolis das bis dahin größte Filmatelier in Europa errichtet. Die damals sogenannte „Große Halle“, vom Architekten Carl Stahl-Urach entworfen und innerhalb von nicht einmal fünf Monaten erbaut, war die erste beheizbare und unterteilbare Halle und bot die neuesten technischen Errungenschaften. Sie ist heute unter dem Namen „Marlene-Dietrich-Halle“ bekannt. In ihr wurden hunderte Filmproduktionen verwirklicht (so wurden Szenen für Der blaue Engel, Marlene, Inglourious Basterds, Cloud Atlas u. v. a. m. hier gedreht). Die Halle wird auch heute noch regelmäßig von nationalen und internationalen Koproduktionen genutzt und steht inmitten des heutigen Geländes von Studio Babelsberg.
Die Aufnahmen der später explodierenden riesigen Maschine in der Unterstadt wurden in einer ehemaligen, zum Großstudio umgebauten und mit vier Ateliers bestückten Luftschiffhalle der bereits 1923 neugegründeten Großfilmwerke Staaken AG in Berlin-Staaken gedreht.
Dampflokomotiven vor der Halle erzeugten den in den Szenen sichtbaren Dampf.
Einige Außenaufnahmen wurden in Wien auf dem Gelände der Ziegelfabriken auf dem Wienerberg (heute der 10. Bezirk) gedreht. Viele Arbeiter der Ziegelfabriken wurden als Statisten eingesetzt.

### Kosten
Für die Aufnahmen wurden laut Angaben des Pressereferats der Ufa mehr als 600 Kilometer Film belichtet, was mehr als 350 Stunden Spielzeit entspräche. Langs Perfektionismus, aber auch schlechtes Wetter, verteuerten die Produktion, was die bereits 1925 in finanziellem Engpass steckende Ufa weder verkraften wollte noch konnte.
Mit Produktionskosten von rund 5 Millionen Reichsmark, was heute inflationsbereinigt rund 22,2 Millionen Euro entspräche, war Metropolis in seiner Zeit der teuerste Film der deutschen Filmgeschichte. Die finanziellen Schwierigkeiten, in welche die Ufa hauptsächlich durch diese Produktionen geriet, führten Ende 1925 zum Parufamet-Vertrag und im März 1927 zur Übernahme durch den Medienunternehmer Alfred Hugenberg, den bedeutendsten bürgerlichen Wegbereiter des Nationalsozialismus.
Pommer, dessen bekannt teure Qualitätsproduktionen für das Debakel hauptverantwortlich gemacht wurden, war auch ausdrücklicher Gegner des im Dezember 1925 abgeschlossenen und für die Ufa letztlich nachteiligen Parufamet-Vertrages gewesen. Das Finanzdebakel der Ufa hatte auch eine Entlassungswelle zur Folge, der nicht einmal für laufende Produktionen benötigte Mitarbeiter entgingen. Pommer verließ die Firma am 22. Januar 1926, also lange vor Fertigstellung des Films. Lang arbeitete ab diesem Zeitpunkt „ohne Rückendeckung“.

### Arbeitsbedingungen
Trotz künstlerischen Lobes wurde Langs Umgang mit den Darstellern vielfach kritisiert. Mit einer Szene, in der Gustav Fröhlich vor Brigitte Helm auf die Knie fällt, war er auch nach vielen Wiederholungen nicht zufrieden: Zwei Tage lang wurde daran gearbeitet, und Fröhlich konnte danach kaum noch stehen.
Für die Überflutungsszene kamen im kühlen Herbst 1925 schlecht ernährte Kinder zum Einsatz. Im Jahr darauf standen im unbeheizten Studio andere leicht bekleidete Komparsen für die gleiche mehrfach wiederholte Sequenz bereit. Die Massenszene der überfluteten Stadt, die im Film kaum zehn Minuten einnimmt, nahm mehr als sechs Wochen Drehzeit in Anspruch, in der Lang die Statisten (Arbeitslose, die billig und in großer Zahl verfügbar waren) immer wieder ins eiskalte Wasser jagte.

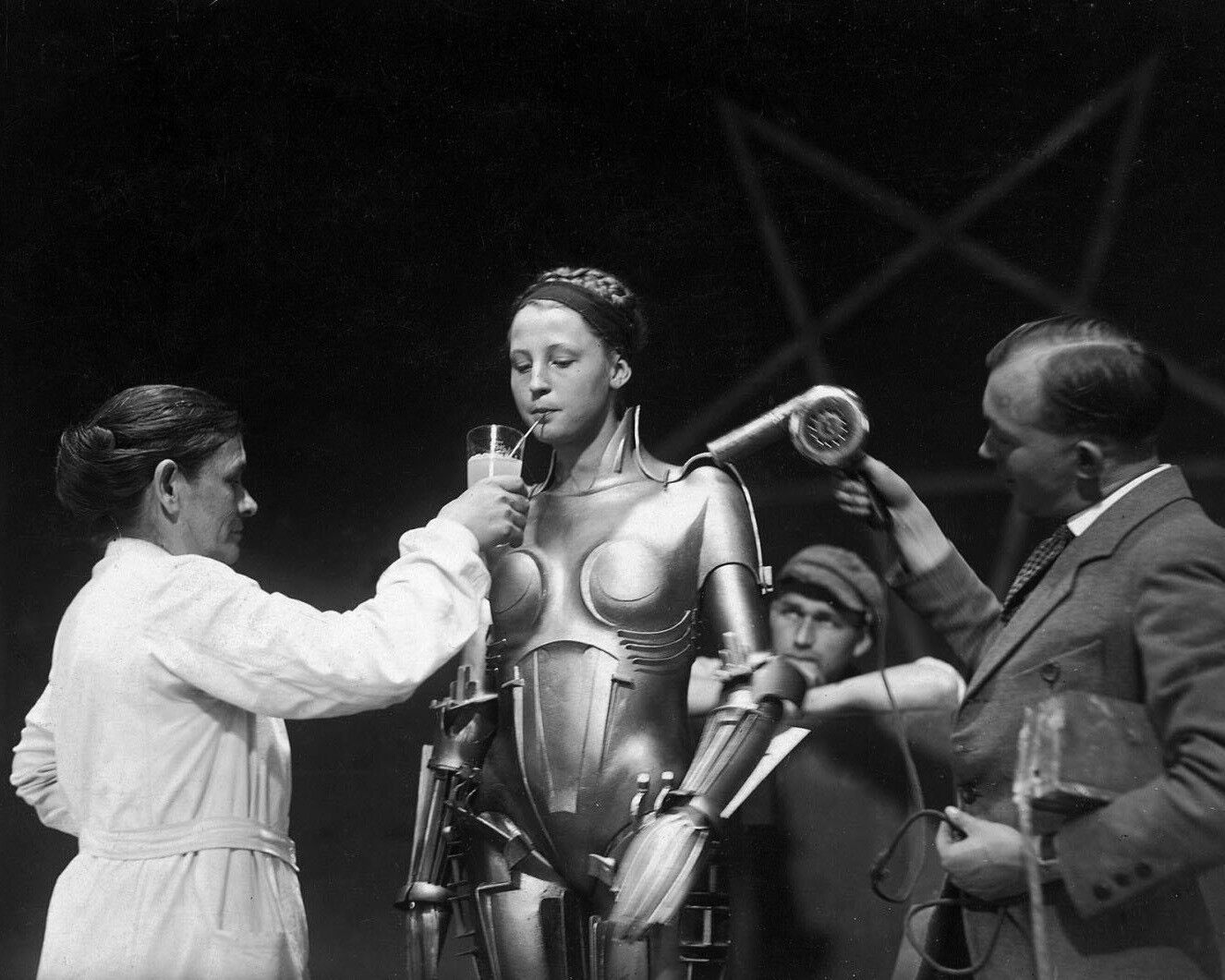
Brigitte Helm im Kostüm des Maschinenmenschen

Brigitte Helm musste als Maschinenmensch ein schweres hölzernes Kostüm tragen und kollabierte mehrmals. Auch nach relativ kurzen Szenen musste sie mit Ventilatoren erfrischt werden.
Das Filmteam verbrachte pro Tag 14 bis 16 Stunden unter schlechten Bedingungen im Studio; viele fielen wegen Krankheit aus. Unter der Tyrannei des ihnen verhassten Fritz Lang erging es den Komparsen und der Mannschaft angeblich kaum besser als den babylonischen Sklaven, die für ein monumentales Werk ihres Herrschers zu arbeiten und zu leiden hatten. Insgesamt kamen 27.000 Komparsen zum Einsatz, gedreht wurde an 310 Tagen und 60 Nächten.
Notizen in Kettelhuts Memoiren und auch in Fröhlichs Bericht relativieren dies: Lang wird von Fröhlich als unerbittlicher Regisseur dargestellt, der aber seine Vorstellungen ohne (in der Branche durchaus nicht seltenes) Gebrüll am Set, aber „mit geradezu unerschöpflicher Beharrlichkeit“ durchzusetzen verstand; er habe jeden seiner Mitarbeiter bis zum Äußersten seiner Möglichkeiten gedrängt. Fröhlich spricht sogar von „wenn nötig: Vergewaltigungsenergie“.
Kettelhut erwähnt, dass Lang Bauten, Beleuchtung und Szenen stets in langwierigen Vorbesprechungen und Diskussionen mit dem gesamten Stab festlegte, bevor beispielsweise Modelle in Auftrag gegeben oder realisiert wurden, und dass der Regisseur das zuvor im Team Erarbeitete erst hinterher mit aller Autorität verwirklichte.
Thea von Harbou relativiert auch die Umstände. Im Metropolis Magazine (1927) schreibt sie, dass es ein Paradies für die vielen unterernährten Kinder war. Sie hatten dort warme, saubere Zimmer, viel Spielzeug, und das Wichtigste: immer viel zu essen. Es gab viermal am Tag eine warme Mahlzeit. „Kein Film hat mehr begeisterte und willige Kinder“. „Immer bereit, wieder ins kalte Wasser zu gehen“. „Sie waren perfekte Schauspieler“.

## Rezeption
Kritiker und Publikum nahmen den Film nach seiner Uraufführung schlecht auf. Die filmhistorische Bedeutung von Metropolis ergab sich erst in späteren Jahrzehnten.

### Zeitgenössische Rezeption
Der Film war ein kommerzielles Fiasko: Er wurde nach der Premiere am 10. Januar im Ufa-Palast am Zoo in einem einzigen Berliner Kino aufgeführt – im UFA-Pavillon am Nollendorfplatz (600 Sitzplätze) – und zog dort bis zum 13. Mai 1927, dem Schwarzen Freitag in Berlin, lediglich 15.000 Zuschauer an.
Die finanziell angeschlagene Ufa wurde im März 1927 von dem damals einflussreichsten deutschen Medienunternehmer Alfred Hugenberg übernommen. Danach wurde die Premierenfassung eingezogen, die Kopien wurden vernichtet. Am 25. August desselben Jahres hatte eine nach amerikanischem Vorbild gekürzte und inhaltlich abgewandelte Version in den Münchener Sendlinger-Tor-Lichtspielen und im Ufa-Palast Stuttgart „Premiere“, fand aber ebenfalls kaum Publikum.
Die Kritik nach der Uraufführung im Januar 1927 war überwiegend negativ ausgefallen. Zwar wurden die filmischen Effekte und der technische Aufwand gelobt, Thea von Harbous Drehbuch wurde jedoch verrissen.

„Thea von Harbou erfindet eine unmögliche Personenhandlung, die in den Motiven überstopft wird. […] Immer wird mit Gefühlsphrasen gearbeitet. Schrecklich. Ein sachliches Thema grausam verkitscht. Effekte, nicht weil Weltanschauungen zu Explosionen drängen, sondern weil der Film seine Tricks will. Der Schluß, die tränenreiche Versöhnung von Arbeitgeber und Arbeitnehmer – entsetzlich.“

„Dem Regisseur schwebte scheinbar ein utopischer Film vor, der Tendenzen der Wirklichkeit enthalten sollte. Für jeden etwas: Der Bourgeoisie die ‚Metropolis‘, für die Arbeiter den Sturm auf die Maschinen, für die Sozialdemokraten die Arbeitsgemeinschaft, für die Christlichen das ‚Goldene Herz‘ und den Heilandsspuk. […] Abgesehen von dem kitschigen Inhalt ist die filmtechnische Leistung zweifelsohne hervorragend und in ihrer Art bisher unerreicht. Die Illusion der Wolkenkratzerstadt, die Darstellung der Maschinenunterwelt, die ‚Geburt‘ der Menschenmaschine, die Überschwemmung sowie einige der Massenszenen sind ausgezeichnet.“

„Nimm zehn Tonnen Grausen, gieße ein Zehntel Sentimentalität darüber, koche es mit sozialem Empfinden auf und würze es mit Mystik nach Bedarf, verrühre das Ganze mit Mark (sieben Millionen) und du erhältst einen prima Kolossalfilm.“

„Ich habe letztens den albernsten Film überhaupt gesehen. Ich glaube nicht, dass es möglich ist, einen noch alberneren zu machen […]. Er heißt ‚Metropolis‘, stammt aus den großartigen Ufa-Studios in Deutschland, und man muss erwähnen, dass er enorme Produktionskosten verschlungen hat. Er präsentiert eine turbulente Konzentration aus fast jeder denkbaren Blödsinnigkeit, Klischee, Platitüde und Chaos über den mechanischen Fortschritt und den Fortschritt im Allgemeinen, serviert mit einer Sauce von Sentimentalität […].“

Als protonationalsozialistisch (Merkmale des Nationalsozialismus vorwegnehmend) bezeichnete der Filmkritiker Siegfried Kracauer den Film in seiner 1947 erstmals erschienenen Studie Von Caligari zu Hitler. Für ihn schien

„in Metropolis […] das gelähmte Kollektivbewusstsein mit ungewöhnlicher Klarheit im Schlaf zu reden.“

### Rezeption heute
Metropolis gilt heute als Klassiker der expressionistischen Filmkunst und als Inspirationsquelle vieler späterer Werke.

„‚Metropolis‘ gehört zu den wichtigsten Werken der deutschen Filmgeschichte. […] Alles an ‚Metropolis‘ ist gigantisch: Allein die Produktionsdauer war rekordverdächtig, Fritz Lang drehte an 310 Tagen und 60 Nächten. Der Film ist ein Blockbuster mit mythischen Zügen und kühnen Spezialeffekten, für den der Regisseur keinen Aufwand scheute. […] Metropolis ist ein Meisterwerk, das von seinen Widersprüchen lebt: ein Durchbruch in die Zukunft und Tribut an die damalige Mode, ein Wagnis, das von der Marktkonjunktur abhängig bleibt, ein Monumentalfilm mit Augenblicken der Vorahnung und Tränen aus Glyzerin, hoffnungslos veraltet und doch verblüffend aktuell. Metropolis inspiriert heute noch, auch Hollywood.“

„Fritz Lang verbindet in seinem monumentalen Stummfilmepos mythisch-romantische Motive des deutschen Expressionismus mit technischer Utopie und politischer Spekulation. Filmästhetisch ein virtuos durchkomponiertes Licht- und Schattenspiel, das durch suggestiven Montagerhythmus und architektonische Phantasie fesselt; filmgeschichtlich ein früher Klassiker des Science-fiction-Kinos; zeitgeschichtlich ein aufschlussreicher Kommentar zur Sozialpsychologie der Massengesellschaft der Weimarer Republik – auch wenn am Ende die gesellschaftlichen Widersprüche mit reaktionärem Pathos zugedeckt werden.“

### Auszeichnungen
- 2001 – Weltdokumentenerbe der UNESCO

## Fassungen
Metropolis bestand bei der Premiere aus acht Filmrollen, insgesamt 4.189 Meter Material; Laufzeit rund zweieinhalb Stunden.
Diese Version erhielt großteils vernichtende Kritiken, fiel aber auch beim Publikum durch, so dass sie danach bloß in einem einzigen Kino lief. Nachdem die in finanziellen Schwierigkeiten befindliche UFA im März 1927 von Alfred Hugenberg übernommen worden war, wurde die Originalfassung am 13. Mai abgesetzt; rund 40 bereits gezogene Kopien wurden vernichtet, da das damalige Nitrozellulose-Material extrem brandgefährlich war. Eine nach amerikanischem Muster gestutzte Fassung, 3.241 Meter, lief im August auch in Deutschland an. Seither und bis 2008 galt die Originalfassung als verschollen.

### Vorbemerkung
Im Parufamet-Vertrag von 1925 war festgelegt, dass die Amerikaner bis zu zehn Filme der UFA pro Jahr übernehmen und nach eigenem Gutdünken umarbeiten könnten. Die UFA produzierte jeweils drei Kameranegative, nämlich für Deutschland, für die USA und für das übrige Ausland. Diese drei Originale wurden entweder durch gleichzeitig laufende Kameras oder, falls dies unmöglich war, durch Wiederholung der Szene als neues Take gedreht.
Im Dezember 1926, noch vor der deutschen Premiere, ging die US-Version an die Paramount, die den Bühnenautor Channing Pollock mit der Kürzung beauftragte. Vom Original „für das übrige Ausland“ wurden Positivkopien gezogen, die, soweit bekannt, nach London, Sydney, Neuseeland und Buenos Aires verkauft wurden. Eine offenbar in Moskau angekaufte Kopie gilt als verloren. Vermutet wird, dass zumindest die England-Kopie, wie damals häufig, eingefärbt war.

### Umarbeitung 1927
Pollock berichtet darüber in seinen Memoiren. Ohne den Film zu verstehen, kürzte er ihn um etwa ein Viertel und stellte Szenen um, um eine dem vermuteten Publikumsgeschmack entsprechende Version eines Horrorfilms zu erstellen. Der Ausdruck Verstümmelung der Arbeit Langs scheint in diesem Zusammenhang angemessen:
- Die Schlüsselfigur Hel entfernte er, angeblich weil das Wort dem englischen hell (Hölle) zu ähnlich und somit negativ besetzt gewesen wäre. Hel, Rotwangs große Liebe, die er an Fredersen verlor, starb bei Freders Geburt, und im Versuch seinen Schmerz zu bewältigen schuf der Erfinder den Maschinenmenschen, wofür er seine rechte Hand opfern musste. Seiner Maschine wollte er die Gestalt der Hel geben. Durch diese Streichung verlor der Film den Hass zwischen Fredersen und Rotwang und damit sein emotionales Herzstück. Rotwang wird zum verrückten Wissenschaftler degradiert.
- Auch Handlungsstränge, die Pollock als kommunistisch verdächtigte, verschwanden aus dem Film. So wurden zwei weitere für die ursprüngliche Geschichte wesentliche Figuren (der Schmale und Georgy) nahezu ausgeblendet. Die Thematik Freundschaft und Liebe, Treue oder Treulosigkeit, die bei Lang häufig wiederkehrt, fiel somit auch Pollocks Kürzung zum Opfer.
- Pollock versuchte, die Handlung in eine frankensteinartige Geschichte umzudeuten: Der [weibliche] Maschinenmensch wurde in Fredersens Auftrag geschaffen, um die menschlichen Arbeiter zu ersetzen (Fredersen heißt übrigens in der US-Fassung John Masterman). Die Stadt stürzt ins Chaos, weil der Roboter ein destruktives Eigenleben entwickelt.

Auf Metropolis angesprochen, meinte Lang später gelegentlich, er äußere sich nicht zu einem Film, der „nicht mehr existiere“.

### Rekonstruktionen

#### Sowjetunion, 1961
Nach Langs weltberühmten Nibelungen wurde in der Sowjetunion die von der UFA publizistisch ausgewertete Entstehung des neuen Films mit Interesse verfolgt (beispielsweise hatte Sergej Eisenstein das Set besucht), doch erst 1929 wurde bei der Zensur angefragt, ob man den ideologisch inakzeptablen Film nach entsprechendem Schnitt in die Kinos bringen könne. Mit Entscheid vom 16. April 1929, unter dem Vorsitz von Fedor Raskolnikov, wurde dies definitiv untersagt.
Nach Ende des Zweiten Weltkriegs, 1945, wurde jedoch der Inhalt der Bunkeranlage Babelsberg des Reichsfilmarchivs von der Roten Armee als Kriegsbeute eingezogen. Fünf Rollen mit Material von Metropolis gelangten dadurch in das russische Filmarchiv (später Gosfilmofond). Der dort verantwortliche Filmhistoriker Vladimir Y. Dmitriev erzählt im arte-Interview, man habe 1961 den Film „einfach einmal sehen wollen“. Zwar entpuppte sich das Material (mit englischen Zwischentiteln!) als fragmentarisch, doch konnte es durch Rollen aus dem tschechoslowakischen Filmarchiv in Prag ergänzt werden und ergab damit nach Aussage Dmitrievs eine gegenüber der US-Fassung bereits verbesserte Version. Diese wurde 1971 dem staatlichen Filmarchiv der DDR übereignet, das sich an eine weitere Ergänzung wagte.

#### Berlin 1971
Belegt ist der Schriftverkehr zwischen dem Filmhistoriker Wolfgang Klaue (damals Direktor des Filmarchivs) und Fritz Lang, etwaige Korrekturen der Schnittfolge durch den Regisseur betreffend. Lang beklagt im Antwortschreiben die Verstümmelung seiner Arbeit. Klaue nennt seinen jungen Mitarbeiter Ekkehard Jahnke als Entdecker unterschiedlichen in veröffentlichten Versionen genutzten Negativmaterials.
Auf dem internationalen Kongress der Filmarchive, Bukarest 1972, wurde die Neufassung vorgestellt, jedoch zur Betrübnis der am Projekt beteiligten Wissenschaftler ohne merkliche Begeisterung aufgenommen. „Wir waren zu früh.“
Bezüglich dieses Films war Klaue später eine besondere Entdeckung gegönnt: Ein eher beiläufiger Besuch am Schwedischen Filminstitut in Stockholm Anfang der Achtzigerjahre führte ihn auch in dessen Dokumentationsabteilung, wo er in einem Kasten mit unsortierten Zensurkarten stöbern durfte und das bislang einzige bekannte Exemplar der Zensurkarte der Premierenfassung, ausgestellt am 13. November 1926 von der Film-Prüfstelle Berlin, fand. Diese Zensurkarte enthält den vollständigen Originaltext der deutschen Zwischentitel, die man vorher bloß aus der US-Fassung rückübersetzen konnte, und deren ursprüngliche Reihenfolge. Die Zensurkarte war daher ein wichtiges Hilfsmittel für die nächste Rekonstruktion.

#### München 1988
Ab 1984 arbeitete Enno Patalas am Filmmuseum München an einer Rekonstruktion der Premierenfassung, die 1988 abgeschlossen werden konnte. Hierfür standen einige wiederentdeckte Unterlagen zur Verfügung. Neben der von Klaue entdeckten Zensurkarte wurden das Drehbuch und vor allem die Originalpartitur der Filmmusik mit handschriftlichen Vermerken von Gottfried Huppertz berücksichtigt. Diese Unterlagen ermöglichten es, die Szenen in ihrer korrekten Reihenfolge zu ordnen und den Inhalt verschollener Szenen zu rekonstruieren.

#### München 2001

Urkunde: Weltdokumentenerbe

Bei der 2001 erschienenen Rekonstruktion der Originalfassung wurde alles zur Verfügung stehende Material verwendet, unter anderem auch einige verschollene Szenen, doch fehlte immer noch rund ein Viertel des Films, was man durch Kommentartexte, Schwarzfilm und gelegentlich Standbilder überbrückte. Letztere stammten aus dem Fundus der Cinémathèque française, Paris, wo 1983 831 Stand- und Werkfotos auftauchten, die Horst von Harbou, der Bruder der Drehbuchautorin, aufgenommen hatte und die Fritz Lang dem Institut schenkte. Diese Bilder waren zwischenzeitlich ebenfalls in Vergessenheit geraten. Mit ihnen, der inzwischen gefundenen Zensurkarte und der ebenfalls aufgetauchten Partitur der Original-Filmmusik gelang erstmals eine Version, die man zu Recht als erste Rekonstruktion des Originals bezeichnen durfte. Erarbeitet wurde sie unter der Leitung von Enno Patalas (Filmmuseum München) und Martin Koerber (Friedrich-Wilhelm-Murnau-Stiftung, Wiesbaden).
Auf Basis digitaler Bildrestaurierung, welche die Alpha-Omega digital GmbH im Dezember 2000 und Januar 2001 im Auftrag der Friedrich-Wilhelm-Murnau-Stiftung durchführte, entstand ein neues 35-mm-Negativ mit einer Laufzeit von 118 Minuten, welches die UNESCO am 8. November 2001 als ersten Film überhaupt in das Weltdokumentenerbe (Memory of the World) aufnahm, nachdem eine Positivkopie erstmals im Februar 2001 gezeigt worden war.

#### Studienfassung, Berlin 2005
2005 brachte das Filminstitut der Universität der Künste Berlin eine Studienfassung von Metropolis auf DVD heraus, die nicht in den Handel ging, sondern in kleiner Auflage ausschließlich zu Forschungszwecken an einschlägige Institutionen verkauft wurde. Man tat dabei einen weiteren Schritt der Annäherung an das Original; die damals noch zahlreichen fehlenden Fragmente wurden durch Graublenden, Standfotos und Kommentartexte gemäß der Zensurkarte von 1926 ergänzt.
Musikalisch begleitet wurde diese bewusst als Torso präsentierte Version des Films von der vollständig eingespielten Direktionsstimme für Klavier nach der Originalpartitur der Filmmusik von Huppertz. Außerdem enthielt die Studienfassung das Digitalisat eines Original-Drehbuches und der Zensurkarte.

#### Wiesbaden 2010

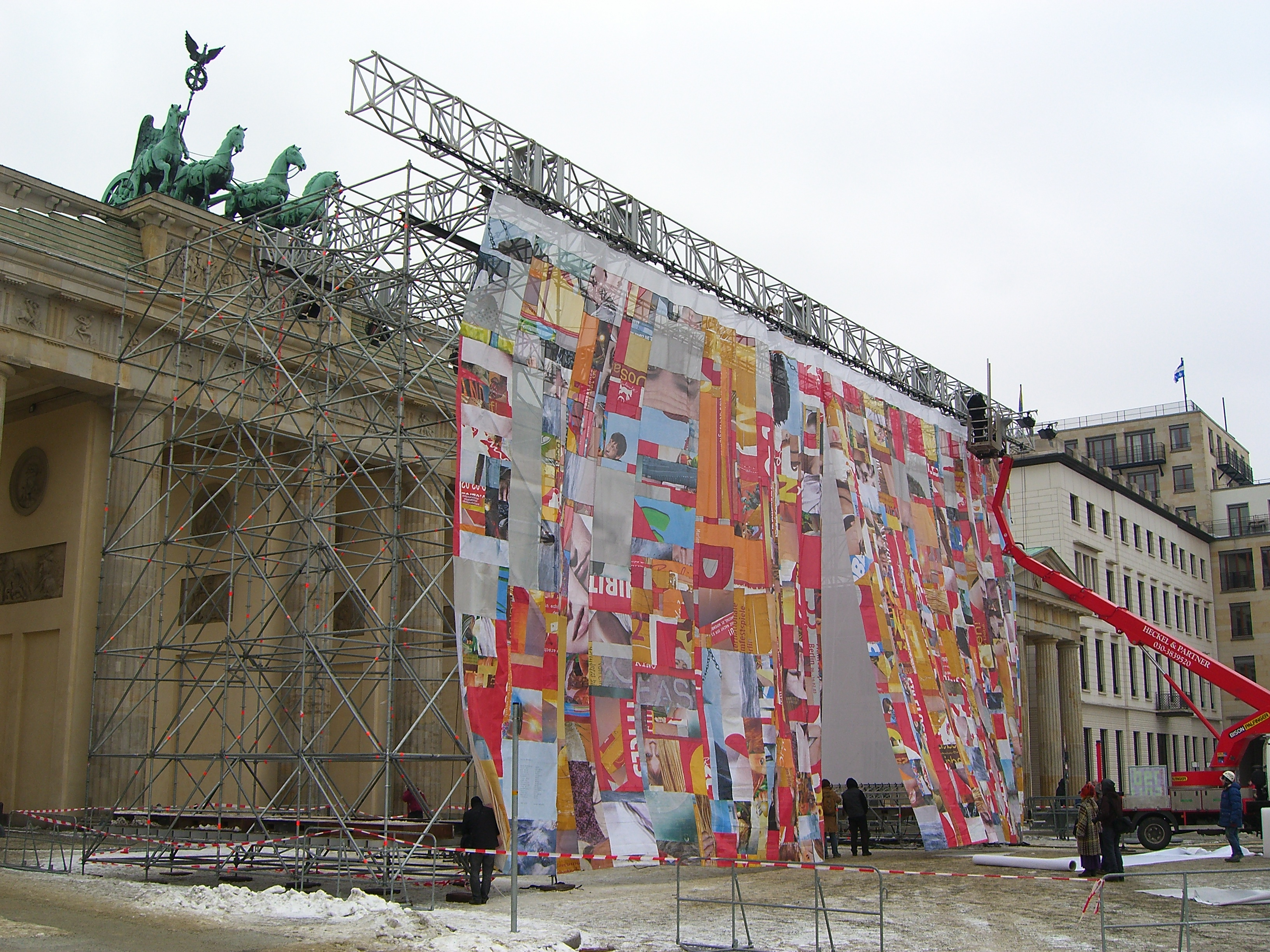
Open-Air-Filmleinwand zur Übertragung der „Re-Premiere“ von Metropolis während der Berlinale 2010

Im Juli 2008 wurde bekannt, dass eine 16-mm-Positivkopie mit der fast vollständigen, verloren geglaubten Original-Auslandsversion des Films in Buenos Aires in den Beständen des argentinischen Museo del Cine Pablo C. Ducrós Hicken (übersetzt: Filmmuseum Pablo C. Ducrós Hicken, derzeit [2010] jedoch ein ausschließlich Filmwissenschaftlern zugängliches Archiv) aufgefunden wurde.
Der argentinische Filmverleiher Adolfo Z. Wilson hatte unmittelbar nach der Premiere, Berlin 1927, eine Kopie erworben, die er mit nach Argentinien nahm. Sie kam nach vielen Vorführungen in die Sammlung des Filmkritikers Manuel Peña Rodriguez, und mit der über den Fondo Nacional de las Artes letztlich in das Muséo del Cine.
Der 2008 in Argentinien aufgefundene Film ist eine 16-mm-Kopie der bis in die 1960er hinein vorgeführten und dementsprechend abgenutzten und fleckigen 35-mm-Vorführkopie des Films. Er enthält den allergrößten Teil der nach der Uraufführung herausgeschnittenen Szenen und ist mit Zwischentexten auf Spanisch versehen. Wegen der extremen Brandgefahr von Cellulosenitrat, dem Träger der Vorführkopie, war sie um 1973 aus Kostengründen auf das im Vergleich zu 35-mm-Film billigere, aber minderwertige 16-mm-Material erstellt worden, und ohne damals bereits bekannte Methoden zur physischen Verbesserung historischen Filmmaterials (vorherige Reinigung und Nasskopie) zu nutzen. Das Original wurde dann gemäß argentinischer Gesetzeslage vernichtet.
Bereits bei erster Prüfung des argentinischen Materials zeigte sich, dass damit die Rekonstruktion von 2001 an allen wesentlichen Stellen ergänzt werden könnte und dadurch eine inhaltlich sehr nahe an die Urfassung heranreichende Wiederherstellung möglich sein würde. Die Verhandlungen über den Erwerb der argentinischen Kopie zogen sich jedoch über mehr als ein Jahr hin, doch war die Präsentation der damit ergänzten Fassung bereits für die 60. Berlinale projektiert. Verantwortliche sprechen von einer „Punktlandung“ dieses Projekts, das am 12. Februar 2010 gleichzeitig im Berliner Friedrichstadt-Palast und in der Frankfurter Alten Oper uraufgeführt wurde. Die Berliner Aufführung lief zur gleichen Zeit auf Arte und öffentlich am Brandenburger Tor (mit beeindruckendem Publikumsinteresse, und dies bei Minusgraden). Die Musik wurde dazu in Berlin live vom Rundfunk-Sinfonieorchester Berlin unter der Leitung von Frank Strobel aufgeführt; in Frankfurt spielte gleichzeitig das Staatsorchester Braunschweig unter Helmut Imig.
Auch in der rekonstruierten Version von 2010 fehlen gegenüber der Premierenfassung von 1927 mehrere Bildsequenzen, allerdings nur noch insgesamt rund 8 Minuten. Wie bereits 2001 werden längere fehlende Passagen in Kommentartext und in einer von den Zwischentiteln abweichenden Schriftart beschrieben, kürzere sind weiterhin durch Schwarzfilm ersetzt. Die anhand der argentinischen Métrage eingefügten Bildsequenzen sind an den starken Gebrauchsspuren erkennbar, werden aber auch durch Schwarzbalken am oberen und linken Bildrand verdeutlicht.
Zu den immer noch fehlenden Szenen gehören:
- Georgy, der Arbeiter 11811, vergnügt sich im Yoshiwara.
- Ein Mönch auf der Kanzel des Domes kündigt die Apokalypse an.
- Fredersen belauscht Rotwang, wie dieser seine Intrige der gefangenen Maria erzählt. Fredersen schlägt Rotwang im Streit nieder und Maria kann flüchten.

Diese Fassung von Metropolis kam am 12. Mai 2011 erneut in den regulären Kinoverleih und ist am 28. Oktober 2011 auf DVD erschienen.

### Bearbeitungen anderer Künstler
Große Verbreitung fand die Version des Films, die vom Musiker Giorgio Moroder 1984 hergestellt wurde. Er machte aus dem Stummfilm einen monumentalen Videoclip mit Popmusik (u. a. von Freddie Mercury, Adam Ant und Bonnie Tyler), eingefärbtem Bild und Beschleunigung des Schnitts, der „nur“ 87 Minuten dauerte. Bis zu den Rekonstruktionen von 2001 und 2010 war dies die vollständigste Fassung von Metropolis.
Diese Fassung hatte großen Einfluss auf die Videoclip-Ära; als Beispiele seien Clips von Queen (Radio Ga Ga, 1984) und Madonna (Express Yourself, 1989) genannt, die direkt daraus zitieren.
Der amerikanische Komponist Joe Brooks (Oscar-Preisträger 1977 für die Filmmusik „You Light Up My Life“) bearbeitete zusammen mit Dusty Hughes Metropolis als Musical. Dieses wurde 1989 im Piccadilly Theatre in London uraufgeführt.
Im Jahr 2000 veröffentlichte der US-Amerikaner Jeff Mills bei der Plattenfirma Tresor Records eine Techno-Version des Soundtracks. Jeff Mills gilt als einer der bekanntesten Techno-Produzenten.
Die deutsche Gothic-Metal-Band The Vision Bleak veröffentlichte 2004 auf ihrem Debüt-Album „The Deathship Has a New Captain“ ein nach dem Film benanntes Lied, das textlich das Leben in der Metropole beschreibt und sich dabei auf Doom-Metal-artige Klänge stützt, die mit walzender, an Maschinen erinnernder Brachialität und tiefer Stimmlage die Stadtatmosphäre wiedergeben wollen.
Andreas Otto und Jan Drees entwarfen für den Film einen eigenen Soundtrack, der analoge und digitale Klänge vermischt.
Der argentinische Komponist Martin Matalon komponierte 1995 in Zusammenarbeit mit dem französischen IRCAM (Institut de Recherche et Coordination Acoustique/Musique) eine Filmmusik für 16 Musiker und Elektronik, die mit der 1993 restaurierten Fassung aufgeführt wurde. 2010 schuf Matalon im Auftrag des Ensemble Modern eine Version für die restaurierte Fassung des Films. Die deutsche Erstaufführung dieser Fassung fand im März 2011 bei MaerzMusik – Festival für aktuelle Musik in Berlin statt.
Der Komponist und Pianist Stephan von Bothmer stellte 2005 seine Musik für Klavier zum Film in Berlin vor. Fassungen für Orgel und Kinoorgel folgten 2006 bzw. 2008. Im Januar 2006 trat er mit einer Show aus dem Film Metropolis, Livemusik, Bühnenfeuerwerk und Dampf auf.
Der deutsche Komponist Harry Kulzer komponierte 2006 für eine Kurzversion des Films (92 Min.) eine eigene Musik für Klavier. Welturaufführung war am 25. April 2007 in Dachau bei München. Unter dem Namen „Metropolis.Live“ ist diese Produktion seit 2007 weltweit unterwegs.
Von Jan Wilke und Clayton Bowman stammt eine Neuvertonung für Streichquartett, Flöte, Schlagzeug, Klavier und Chor, diese wurde am 29. Januar 2010 im Deutsch-Amerikanischen Institut Heidelberg erstmals aufgeführt.
In den Jahren 2005 bis 2007 schuf die Berliner Malerin Ancz É. Kokowski eine Serie von Tafelbildern, in denen sie sich, ausgehend von Elias Canettis „Masse und Macht“, sowohl mit dem Film als auch mit seinen geistigen Urhebern Thea von Harbou und Fritz Lang auseinandersetzte. Unter dem Titel „mortem parturio“ wurden die Werke 2007 anlässlich der achtzigsten Wiederkehr der Uraufführung im Berliner Kunsthaus Tacheles gezeigt.

### Neuverfilmungspläne
2007 erwarb der Produzent Thomas Schühly die Neuverfilmungsrechte an Metropolis. Als Co-Produzent soll Mario Kassar fungieren.

## Musik
Die Handschriften zur Partitur wurden von der ehem. Stiftung Deutsche Kinemathek, Berlin angekauft. Für eine erste Aufarbeitung des Notenmaterials zur Wiederaufführung nach über 60 Jahren wurde Berndt Heller (vormals als Dozent für Filmmusik an der ehemaligen Hochschule der Künste Berlin tätig) von der Stadt München (Filmmuseum) beauftragt. Neben der vollständigen Partitur für kleines Orchester existierte eine unvollständige Partitur (die ersten 61 Seiten fehlten) für großes Orchester, darüber hinaus gab es ein vollständiges Particell (Klavier-Skizzen zur Komposition mit Eintragungen zur Instrumentation), einen kleinen Teil von gedruckten Orchesterstimmen und einen gedruckten Klavierauszug (versehen mit zahlreichen handschriftlichen Änderungseinzeichnungen vom Komponisten). Die Recherchen von Berndt Heller zu weiterem Material ergaben den Fund des verlorengegangenen Partiturteils zur großen Orchesterfassung und den Nachweis, dass Gottfried Huppertz weitere gedruckte Klavierauszüge mit jeweils verschiedenen Einrichtungen zum Film hinterließ (Fassung in Berlin, Wien und Frankfurt). Hellers Fassung folgte nach der letzten Einrichtung Huppertz’. Die Zuordnung der Musik zur heutigen Filmfassung wurde von ihm nach den Unterlagen Huppertz’ original und so weit wie möglich authentisch erarbeitet. Dafür überarbeitete Heller das gesamte Orchester-Notenmaterial für großes Orchester wie auch für kleines Orchester.
Da der Druck der Noten damals (1986) finanziell nicht realisierbar war, übernahm Heller die handschriftliche Abschrift der Stimmen für die einzelnen Instrumentalisten des großen Orchesters. Am 24. und 25. Oktober 1988 erfolgte in der Philharmonie Gasteig unter der Leitung von Berndt Heller die weltweit erste Aufführung der Originalmusik von Gottfried Huppertz für großes Orchester live zum Film. Danach wurde diese Fassung konzertant weltweit von Heller aufgeführt (u. a. im Rahmen der Feier zur Deutschen Einheit als Programm der Städtepartnerschaft zwischen Berlin und Los Angeles; Weiteres im Vorwort zur gedruckten Partitur). Erstmals nach ca. zehn Jahren (nach Fertigstellung der digitalen Filmfassung) wurde diese Musikfassung im Auftrag der Murnau-Stiftung synchron zum Film mit dem Saarländischen Rundfunkorchester unter der Leitung von Berndt Heller eingespielt. Huppertz’ Original-Musik zu Metropolis erschien daraufhin erstmals als VHS im Rahmen des Goethe-Institutes, als DVD und als Tonfilm im Kinoverleih. Anschließend wurden bei dem Verlag Ries und Erler, Berlin, die Stimmen in den Verleih übernommen und Hellers Fassung als Partitur gedruckt.
Für die Schallplattenfirma Vox spielte Huppertz im Februar 1927 drei Seiten mit Stücken aus der Filmmusik ein: Phantastischer Tanz und Totentanz, Walzer und Musikalische Hauptmotive.

## Sonstiges
- Im November 2005 wurde das vom Grafiker Heinz Schulz-Neudamm gezeichnete Metropolis-Filmplakat in London für 398.000 Pfund Sterling (ca. 600.000 Euro) verkauft, der höchste bis dato gezahlte Preis für ein solches Filmplakat.
- Für die Dreharbeiten kaufte die Ufa den bankrotten Rumpler-Werken die Restbestände des legendären futuristischen Tropfenwagens als Requisiten ab. Die Fahrzeuge sind gegen Ende des Films in einer Straßenszene zu sehen und wurden in der finalen Szene zerstört – sie dienten als Sockel des Scheiterhaufens, auf dem der Maschinenmensch verbrannt wird.[52]
- Der kurz vor dem Ende stehende dramatische Kampf Rotwang – Freder im Dach der Kirche und auf dem Turm wurde 1989 von Tim Burton in Batman fast vollständig kopiert (Joker – Batman).
- Freddie Mercury benutzte Sequenzen aus dem Film für das Musikvideo seines Songs Love Kills, und seine Band Queen verwendete Szenen des Films für ihr Musikvideo zu Radio Ga Ga (Album The Works, 1984). Die amerikanische Band System of a Down verarbeitete Teile des Films für das Musikvideo zu dem Lied Sugar.
- George Clinton & Parliament Funkadelic benutzen in ihrem Video-Clip zu If Anybody Get’s Funked Up eine ganze Reihe von Elementen aus Metropolis: Den uniformen Trott der Arbeiter mit Mütze zur Fabrik, eine Texteinblendung „BENEATH MO'TROPOLIS IMPRISONED WORKERS HELP DESTROY THE FUNK“, eine überlebensgroße Metallfrauenstatue (Maschinenmensch).
- Madonna präsentierte 1989 ihren Video-Clip zu Express Yourself mit einer modernisierten Metropolis-Szenerie. Auch die angeblich in einer Szene von Metropolis durch das Bild huschende Katze findet in diesem Video Erwähnung.
- Osamu Tezuka wurde durch einen Zeitungsartikel zu seinem Manga Metropolis inspiriert.
- Die Banknoten der Zentralbank von Metropolis haben ein eigenes Währungssymbol und tragen unter anderem die Unterschrift von Fritz Lang.[53] Es soll 100 M, 500 M und 1000 M Noten gegeben haben.[54]
- Die Flugblätter, mit denen fürs Yoshiwara geworben wird, tragen Zitate Oscar Wildes („Wer seine Laster besiegen will, muss seinen Lastern nachgehen.“) sowie Omar Chajjams („Im Paradiese sollen Houris sein. Man sagt, es gäbe Honig dort und Wein. Warum denn Wein und Weiber uns verbieten, wenn Weib und Wein der Himmellohn allein?“).
- Matt Groenings Zeichentrickserie Futurama behandelt die Thematik des Films in der Folge Rebellion der Mutanten. In der Folge halten die unter der Erde lebenden Mutanten die Kanalisation der Stadt Neu New York in Betrieb, es ist ihnen allerdings nicht erlaubt, an die Erdoberfläche zu den normalen Menschen zu kommen. Einige der Maschinen unter der Erde entsprechen deren Äquivalenten aus Metropolis.
- Das Album Die Mensch-Maschine von Kraftwerk ist nach dem Namen benannt, mit dem Rotwang seine Erfindung bezeichnet. Ebenso enthält das Album ein Stück namens Metropolis, ebenso orientiert sich das Auftreten der Musiker auf dem Albencover am Film.
- Das Musikvideo zu Wirtschaft Ist Tot von Laibach ist an den visuellen Stil des Films und insbesondere die Darstellung von Arbeit und Maschinen angelehnt.
- Am 16. und 17. September 2011 wurde Metropolis im Berliner Freiluftkino Pompeji, das von den Tilsiter Lichtspielen betrieben wird, aufgeführt und über die gesamten 145 Minuten Spielzeit live von der Berliner Progressiv- und Psychedelic-Rockband Samsara Blues Experiment begleitet.[55]
- Das Berliner Kino Babylon zeigte Metropolis am 3. März 2012 mit einer neu gesampelten Musik des DJs Raphaël Marionneau als Welturaufführung.[56]
- Der Film Das fünfte Element zitiert die Szene, in der Maria in der Glasröhre im Labor liegt. Anders als im Original, in dem viele metallene Binden Marias Körper beinahe ganz verdecken, ist dort, mit zwei von Jean Paul Gaultier designeten-Stoffbandagen, nur das Nötigste der Heldin Leeloo verhüllt.
- Der Film Bodyguard verwendet Bilder des Tanzes der Maria aus Metropolis in der Szene, in der Whitney Houston das Lied Queen of the Night in einem Nachtclub singt.
- Die schwedische Band Cult of Luna veröffentlicht 2013 das Studioalbum Vertikal, dessen Texte inspiriert durch Metropolis entstanden sind.
- Die brasilianische Band Sepultura benannten ihr 2013 erschienenes Album The Mediator Between Head and Hands Must Be the Heart nach einem Zitat aus dem Film.[57]
- Im Januar 2019 hat der deutsche Komponist Marko Cirkovic angegeben, an einer Neuvertonung für Orchester zu arbeiten. Er hat die Vertonung zur Moloch-Szene online zum Anhören hochgeladen[58]
- Zu Ehren des Filmes Metropolis tauften die beiden Erfinder der Comicfigur Superman, Jerry Siegel und Joe Shuster, die Heimatstadt des Protagonisten Metropolis.[59]
- Als Inspiration des von Ralph McQuarrie entworfenen Droiden C-3PO aus der Star-Wars-Saga diente der weibliche Androide (Maschinenmensch) aus Metropolis.[60]
- Als der Protagonist des Filmes The Time Machine in New York im Jahre 2030 einen Zwischenstopp einlegt und in der Bücherei den holografischen Androiden nach Auskunft über Zeitreisen befragt, wird unter anderem auf dem Bildschirm unter der Rubrik Science-Fiction das Abbild des Filmplakates von Metropolis eingeblendet.
- Anlässlich des 90-jährigen Jubiläums bedankten sich die Veranstalter der Academy of Motion Picture Arts and Sciences während der Oscarverleihung im Jahre 2018 mit einem Videoclip bei den Kinogängern der letzten 90 Jahre. Der Videoclip enthält unter anderem eine Sequenz von Metropolis, wobei der Maschinenmensch in der Szene bei der Verwandlung in die Gestalt der Maria zu sehen ist.
- Filmregisseur Christopher Nolan äußerte sich in einem Interview mit der US-amerikanischen Zeitschrift Entertainment Weekley dahingehend, dass Blade Runner, 2001: Odyssee im Weltraum und Metropolis die drei Filme des Genres Science-Fiction sind, an denen sich alle anderen messen lassen müssen.[61]
- Nach Aussagen des Regisseurs Paul Verhoeven spielte Metropolis bei der Umsetzung des Filmes RoboCop und der Gestaltung des gleichnamigen Protagonisten eine wichtige Rolle.[62]
- In der Dokumentation Fahrenheit 11/9 von Michael Moore werden Filmausschnitte von Nosferatu, Metropolis und M mit dem Hinweis eingeblendet, dass in Deutschland während der Zeit der Weimarer Republik bis zur Machtübernahme der Nationalsozialisten weltweit die besten Filme hergestellt wurden.
- In der Schwarzen Komödie und groteskem Antikriegsfilm Dr. Seltsam oder: Wie ich lernte, die Bombe zu lieben von Stanley Kubrick aus dem Jahre 1964 kann die Figur des deutschen Wissenschaftlers Dr. Seltsam als Hommage auf den Erfinder Rotwang aus Metropolis erachtet werden.[63]
- Metropolis war der Lieblingsfilm des Science-Fiction Schriftstellers und Erfinders des Wortes Sci-Fi Forrest J. Ackerman (auch Mr. Science Fiction genannt).[64]
- Anlässlich des 100-jährigen Jubiläums veröffentlichte die Deutsche Post AG im Jahre 1995 den Briefmarkenblock 100 Jahre deutscher Film. Auf diesem Block werden als Sondermarken Filmszenen von Der Untertan, Der Himmel über Berlin und Metropolis abgebildet.
- Filmregisseur Alex Proyas äußerte sich im Laufe eines Interviews zum Neo-Noir-Science-Fiction-Film Dark City dahingehend, dass der Ort der Handlung visuell von Metropolis beeinflusst war.[65]
- Eine Reminiszenz erlebte Metropolis in der Verfilmung des Konzeptalbums The Wall von Pink Floyd aus dem Jahre 1982 in der Sequenz des Musikstückes Another Brick in the Wall, das die Schüler als Abbild der stereotypischen Arbeiter der Unterwelt von Metropolis darstellt.[66]
- Das Musikvideo zum Song 34+35 der US-amerikanischen Pop-Sängerin Ariana Grande aus dem Jahr 2020 enthält verschiedene visuelle Verweise und Anspielungen auf die Verwandlungsszene, in welcher der Erfinder Rotwang dem Maschinenmenschen die Gestalt der Maria gibt.[67]

## Filmdokumentationen
- Der Fall Metropolis. Dokumentarfilm, Deutschland, 2003, 44 Min., Regie: Enno Patalas, Produktion: Friedrich-Wilhelm-Murnau-Stiftung.[68]
- Die Reise nach Metropolis. Dokumentarfilm, Deutschland, 2010, 52 Min., Regie: Artem Demenok, Produktion: SWR, Arte, Erstausstrahlung: 12. Februar 2010 auf arte. (Die Herstellung der restaurierten Fassung 2010 mit Interviews in Berlin, Paris, Moskau und Buenos Aires).[9][69]
- Metrópolis refundada. Dokumentarfilm, Argentinien, 2010, 47 Min., Regie: Evangelina Loguercio, Diego Panich, Laura Tusi & Sebastián Yablón. Die Dokumentation erzählt die über acht Jahrzehnte währende Geschichte der 2008 entdeckten Kopie in Buenos Aires. Der restaurierten 3-Disk-Version DVD/BD Metropolis - Special Edition von 2011 ist die spanischsprachige Dokumentation mit deutschen Untertiteln als Bonusausstattung hinzugefügt.[70][71]
- Metropolis - Die Restaurierung eines Filmklassikers. Dokumentarfilm, Deutschland, 2010, 28 Min., Regie: Christian Ehrhard, Produktion: Friedrich-Wilhelm-Murnau-Stiftung.[71]